# Víctor Manuel III de Italia
Víctor Manuel III de Italia (en italiano: Vittorio Emanuele III; Nápoles, 11 de noviembre de 1869-Alejandría, 28 de diciembre de 1947) fue rey de Italia entre 1900 y 1946. Tras la invasión italiana de Abisinia fue proclamado emperador de Etiopía, título que ostentó desde 1936 hasta 1941 y, del mismo modo, después de la conquista de Albania, se lo declaró rey de los albaneses, manteniendo el título, no reconocido, entre 1939 y 1943. 
Su reinado en Italia, de más de 45 años, fue el más prolongado en toda la historia del país. Durante su mandato se produjo el nacimiento y caída del fascismo en Italia, así como la Primera y Segunda Guerra Mundial.

## Biografía

### Infancia y juventud

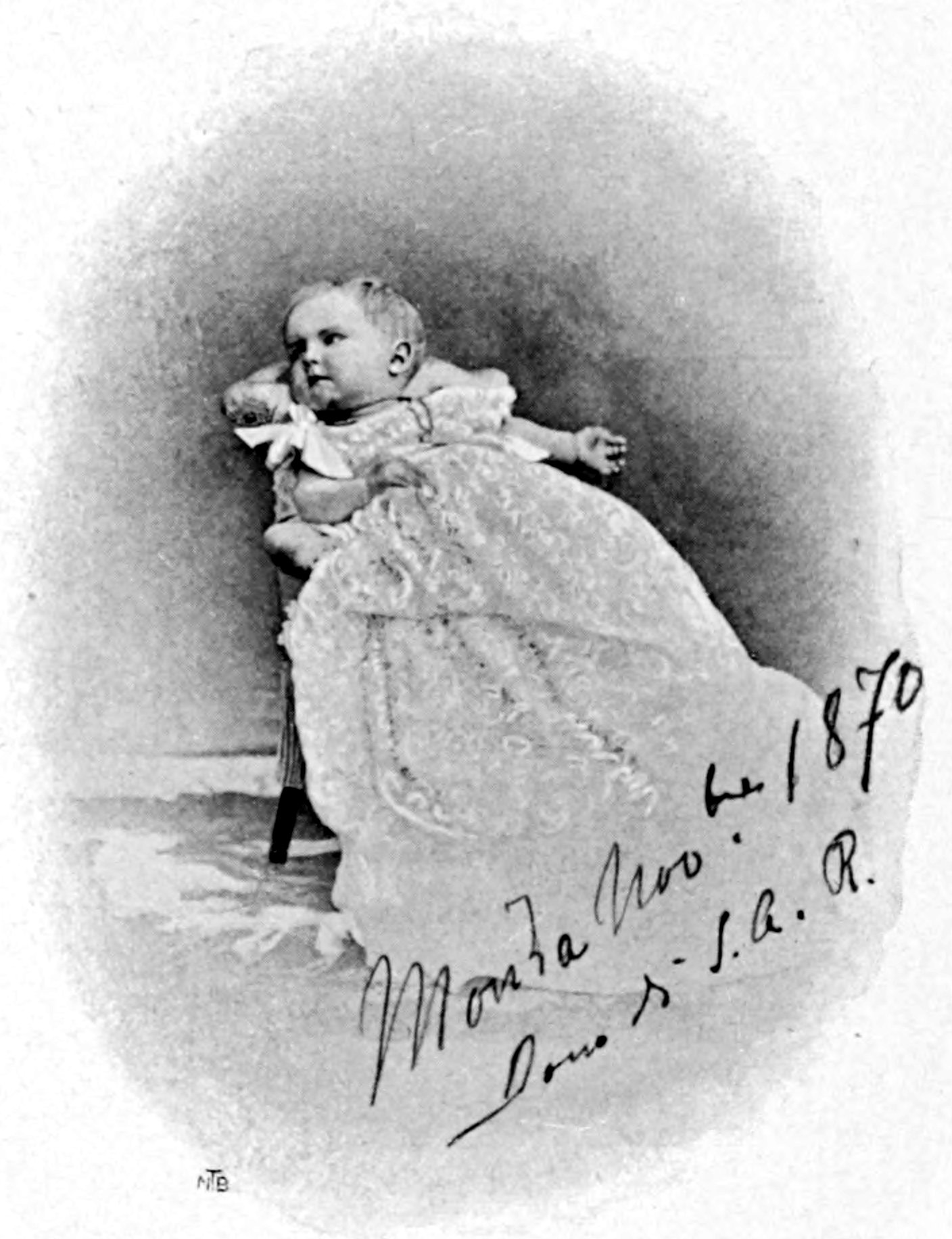
Víctor Manuel al cumplir su primer año.

Víctor Manuel nació en Nápoles el 11 de noviembre de 1869, ciudad en la que sus padres residían por aquella época. Además de los nombres de Víctor Manuel Fernando, en honor a sus abuelos, su madre, Margarita, quiso que se le bautizara también con los nombres de María y Jenaro (San Jenaro era el patrón de la ciudad de Nápoles) con el fin de suavizar las relaciones con la Iglesia, que en ese momento eran muy malas y ganarse el afecto de sus súbditos napolitanos. 
El joven príncipe no tuvo una infancia feliz: la educación tradicional de la casa de Saboya, de carácter severo y militar, no favorecía los arrebatos afectuosos y sus padres (a los que solo se le permitía ver dos veces a la semana) nunca se ocuparon de él. Después de que naciera fue confiado a una niñera local, mientras que para su primera educación, Margarita eligió a una enfermera irlandesa llamada Elizabeth Lee, llamada familiarmente «Bessie», viuda de un oficial británico y una católica devota. 

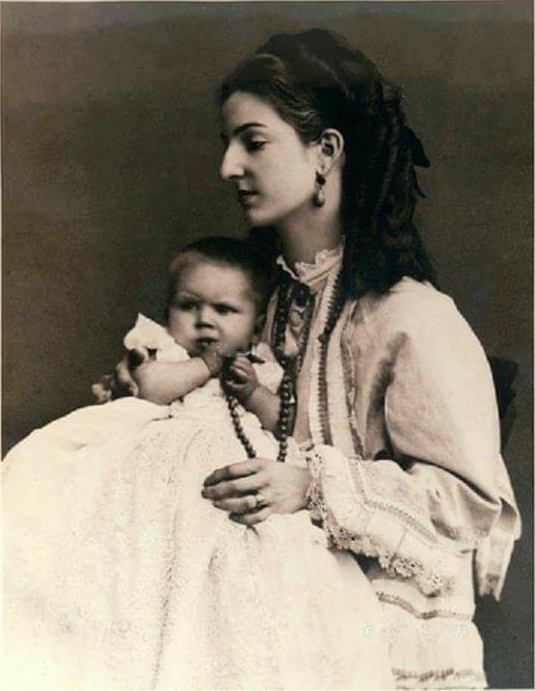
Víctor Manuel con su madre en 1871

Bessie permaneció con el joven príncipe durante catorce años y probablemente fue la única persona por la que desarrolló un afecto filial. Además, Víctor Manuel padeció tremendamente por sus deficiencias físicas y esto lo llevó a desarrollar un carácter tímido y reflexivo hasta el límite del cinismo: en una ocasión en la que Margarita le propuso pasear juntos por Roma, respondió a su madre: «¿Y dónde quieres ir a mostrarte con un enano?».
Para compensar sus deficiencias físicas, el joven Víctor Manuel desarrolló un amor casi morboso por el estudio y el trabajo: parece que a la edad de diez años fue capaz de recordar de memoria todo el árbol genealógico de la casa de Saboya, de Humberto Mano Blanca en adelante.
A la edad de nueve años visitó Nápoles con sus padres, quienes acababan de ascender al trono. Al ascender al carruaje, el primer ministro, Benedetto Cairoli, se colocó por error a la izquierda del príncipe; cuando se disponía a cambiar de lugar, el rey Humberto lo retuvo. Este descuido del ceremonial salvó al monarca del atentado del anarquista Giovanni Passannante, pues Cairoli se interpuso entre la daga y el rey. Durante el suceso, el uniforme del príncipe Víctor Manuel quedó manchado con la sangre de Cairoli, pero el heredero permaneció impasible. Se comentó, luego, que por la noche lloró en los brazos de su niñera Bessie.
Hijo único de primos hermanos, creció en el típico entorno de la casa de Saboya: rígido y militar. A sugerencia del príncipe Federico de Prusia, se eligió como su tutor al coronel del Estado Mayor, Egidio Osio, que había sido agregado militar en la embajada de Italia en Berlín. Se trataba de un hombre muy duro, imperioso y acostumbrado al mando que le dio al príncipe una formación basada en el modelo prusiano. Parece que tan pronto como asumió el cargo le dijo a su alumno: «Recuerda que el hijo de un rey, al igual que el hijo de un zapatero, si es un burro es un burro». Algunos dicen que la dureza de Osio tuvo efectos nocivos en el carácter del futuro gobernante, haciéndolo aún más inseguro e introvertido, aunque esto podría ser desmentido por la amistad que el futuro soberano continuó manteniendo con su tutor, manteniendo una correspondencia casi diaria y defendiéndolo de las acusaciones hechas en su contra.
Tuvo una educación cuidadosa, incluyendo la asistencia a la prestigiosa Escuela Militar Nunziatella de Nápoles. Pero debido a su baja estatura (1,53 m), hubo que cambiar la legislación castrense a este respecto, disminuyendo la media de altura para unirse al ejército. Por lo general asistía a las sesiones de apertura de la Academia Nacional de los Linces, así como a otras asociaciones científicas, a las que acudía por interés. Entre sus intereses culturales estaban la numismática, la historia y la geografía: su conocimiento en estas áreas fue reconocida en los más altos niveles, incluso fuera de Italia (escribió un tratado sobre la acuñación italiana, el Corpus Nummorum Italicorum). En varias ocasiones se recurrió a Víctor Manuel como mediador en los tratados de paz, en virtud de sus profundos conocimientos geográficos. Fue reconocido como árbitro en la disputa territorial en la isla Clipperton entre Francia y México y por la cuestión de Pirara. 
Cuando no se debía a compromisos institucionales, residía en las estancias piamontesas en los castillos de Racconigi y Pollenzo. En ellos, según los registros oficiales de la corte, se dedicaba a la lectura y la agricultura, estudiando las técnicas que lo llevarían a fundar en Roma el Instituto Internacional de Agricultura. 
Admirador de William Shakespeare, hablaba cuatro idiomas, y el piamontés y el napolitano, pero no le gustaba ni el teatro ni la música.

### Despedida de Osio y el período napolitano

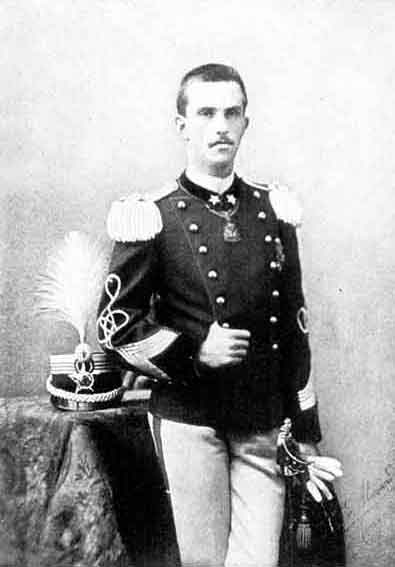
Víctor Manuel III en 1890-1893 como príncipe heredero.

A la edad de veinte años, Víctor Manuel alcanzó la mayoría de edad y el mismo rango de su tutor, el coronel Osio, que fue despedido de sus funciones. Para hacerlo practicar el mando, fue asignado a un regimiento de Infantería en Nápoles, donde permaneció durante cinco años. En Nápoles se hizo amigo del príncipe Nicola Brancaccio, quien logró superar la reticencia y la timidez del joven Víctor Manuel, dirigiéndolo en la vida nocturna napolitana en la que abundaban los teatros no apropiadamente "respetables" y las actrices.
Para el joven príncipe, el período napolitano fue quizás el más feliz de su vida: aprendió a hablar napolitano con fluidez y también tuvo varias amantes, principalmente actrices y bailarinas, y también la baronesa Maria Barracco (con la que se dice tuvo una hija). En su papel como comandante, mostró una gran rigidez, tanto que, según sus cartas a Osio, resultó ser una verdadera bestia negra para sus subordinados; en una carta escribió: «Mi pelotón de oficiales es de 104 estudiantes; pero pronto serán 103 porque saqué uno por robarle a un compañero. Estoy convencido de la necesidad de asustarlos desde el principio".

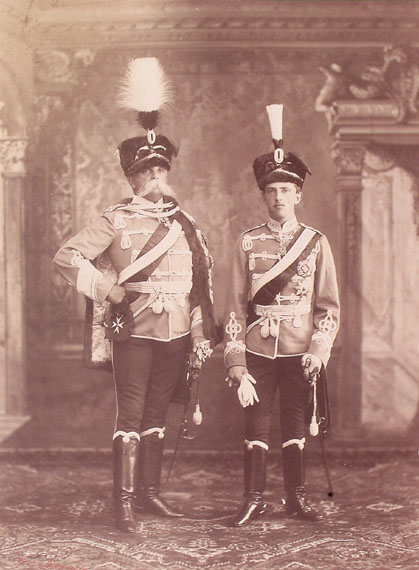
Víctor Manuel con su padre Humberto I en 1893

Un hecho poco conocido por la mayoría es que durante su tiempo en Nápoles entró en conflicto con el coronel Luigi Cadorna y entre los dos nació una gran antipatía que duró toda la vida y que tuvo consecuencias evidentes veinte años después, durante la Gran Guerra.

### Matrimonio
La cuestión del matrimonio del joven príncipe se convirtió en un tema de extrema preocupación para los reyes Humberto y Margarita: ningún Saboya había alcanzado el umbral de los veinticinco años estando soltero y el propio Víctor Manuel no mostraba intención de casarse. Esto se convirtió en un caso de importancia internacional para la Triple Alianza de la que Italia formaba parte: el propio káiser Guillermo II se interesó por el caso y, aprovechando una visita de Víctor Manuel a Berlín, se atrevió a decir al príncipe: "¿Por qué no te decides a casarte?", a lo que el joven mostró toda su terquedad al decirle que no se involucrara en sus asuntos.

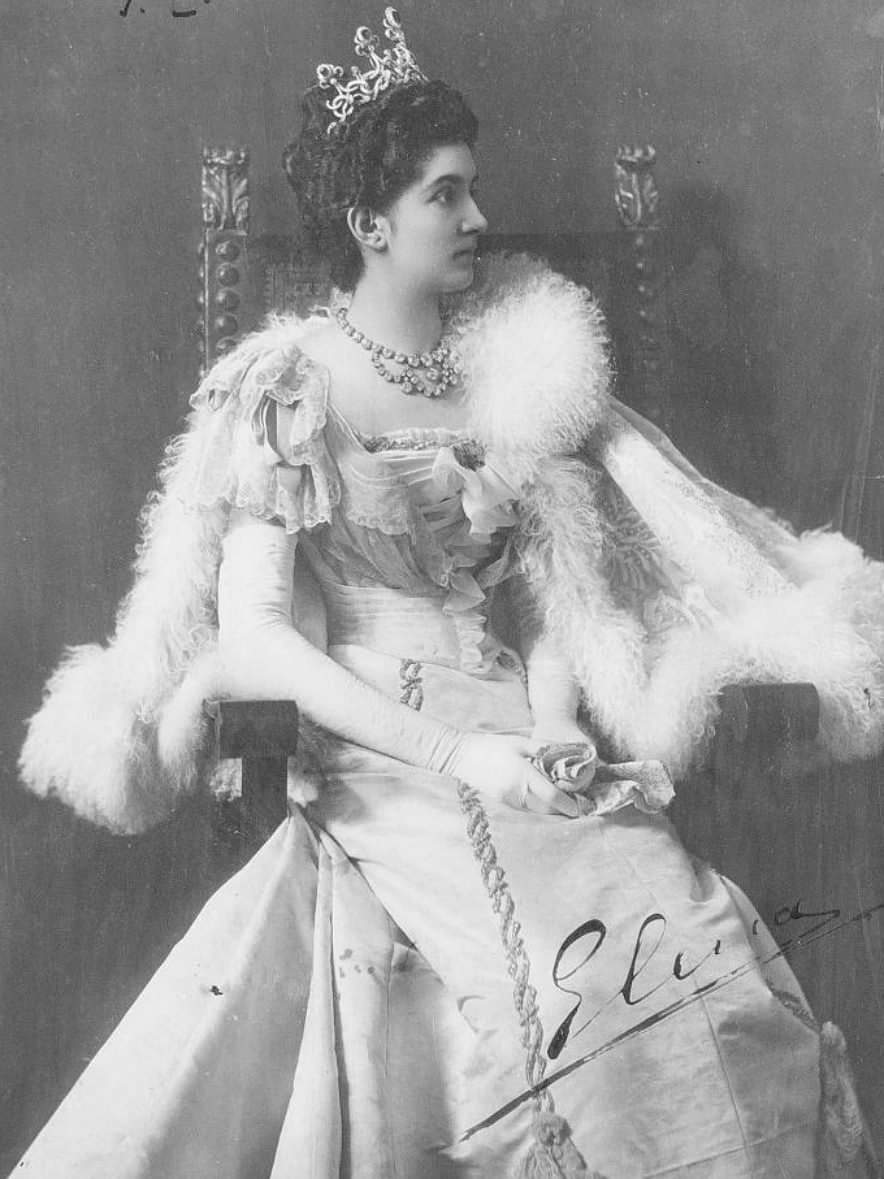
Elena de Montenegro en 1897

La corte de Roma intentó llegar a un compromiso con la princesa Maud de Gales, la tercera hija de Eduardo VII del Reino Unido, pero las negociaciones fracasaron debido a la oposición de la reina Margarita que, demostrando ser aún más intransigente que el Papa, impuso que la princesa renunciara a su fe anglicana antes de la boda con su hijo. Algunos rumores decían que había ministros, entre ellos Benedetto Brin, que sospechaban que la cuestión religiosa era una excusa, y que la reina no quería que su futura nuera eclipsara su célebre belleza. Más tarde, el intento de comprometerse con la princesa Luisa de Schleswig-Holstein-Sonderburg-Glücksburg también fracasó, esta vez debido a la oposición del propio príncipe heredero: no quería saber sobre matrimonios arreglados, seguramente porque el resultado de estos (a menudo entre familiares cercanos) los veía todas las mañanas frente al espejo, y era tan consciente de ello que no tuvo problemas en decir francamente al general Carlo Porro, su jefe de gabinete: «Mírame. ¡Sabes bien que estoy jodido con estas piernas!"
Para evitar tal riesgo, se planeó el matrimonio entre el príncipe de Nápoles, de veintisiete años, y una princesa montenegrina, Elena, cuya familia estaba muy unida, por lazos políticos y familiares, a la corte de San Petersburgo. Al mismo tiempo, el enlace con un miembro de la familia más antigua de los príncipes de los Balcanes fortalecía la política italiana más allá del Adriático. Sin embargo, no pocos en la corte y los círculos políticos se burlaron de esta unión dada la relativa pobreza e inferioridad del linaje de la casa de Petrović-Njegoš, en comparación con la de los Saboya, que además era la dinastía europea más antigua después de los Hohenzollern, mientras que se consideraba a Nicolás I de Montenegro poco más que un príncipe pastor.

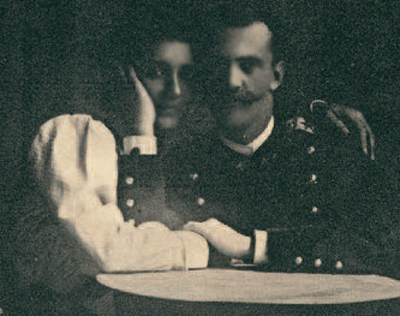
Víctor Manuel y Elena

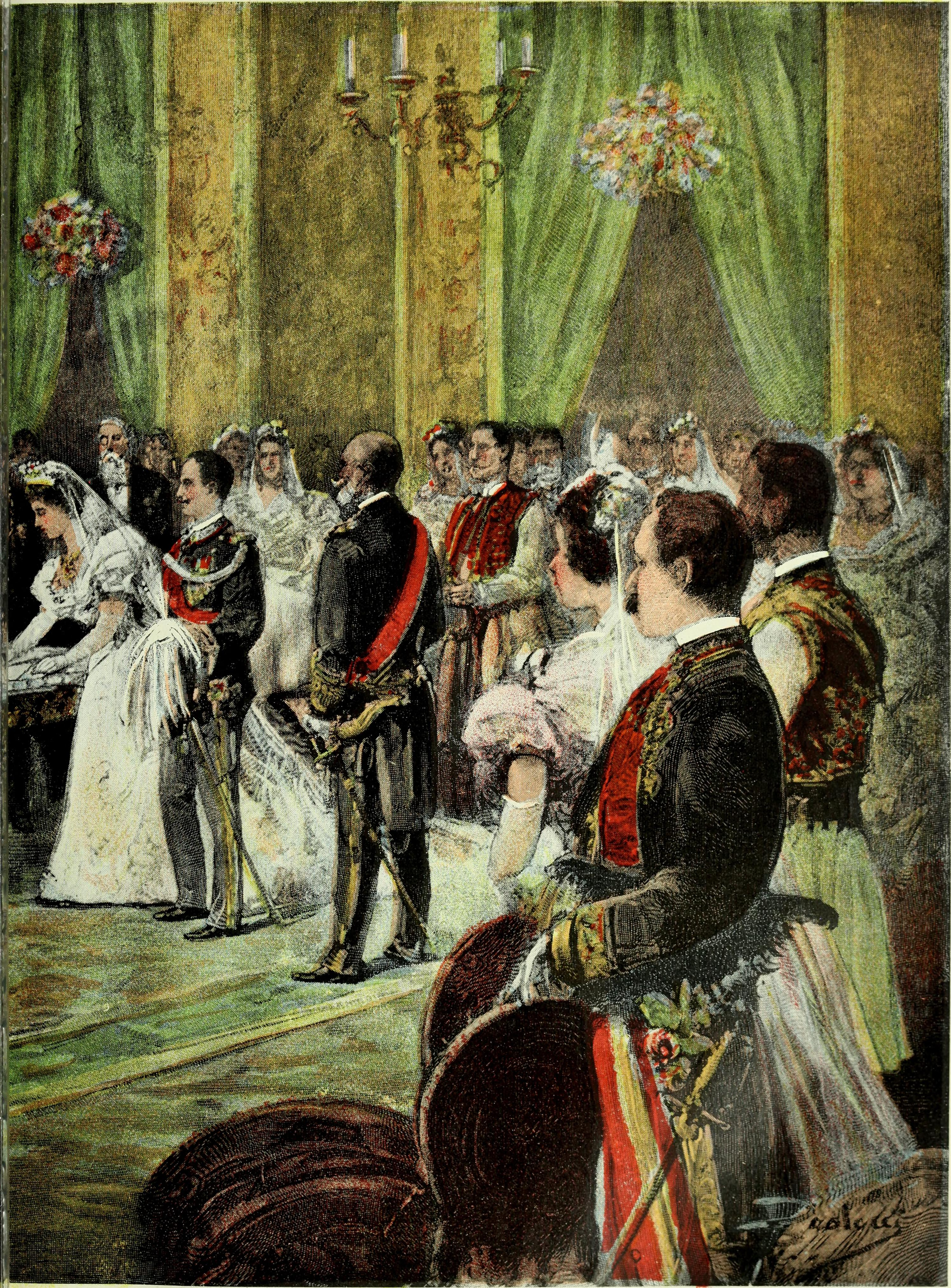
El matrimonio de Víctor Manuel y Elena de Montenegro en una ilustración del periódico «La Mujer»

El compromiso entre Víctor Manuel y Elena fue una auténtica "conspiración", en la que prácticamente participaron todas las casas gobernantes europeas y el único que lo ignoraba era el propio joven príncipe. El primer encuentro entre los dos tuvo lugar en Venecia en 1895, durante la inauguración de la Exposición Internacional de Arte: Elena había sido acompañada por su hermana Ana, para que Víctor Manuel pudiera mostrar preferencia sobre una u otra. Sin embargo, el príncipe mostró interés por Elena, que llamó su atención con su belleza eslava y sus ojos de "cierva herida". El segundo encuentro entre los dos tuvo lugar trece meses después en Moscú, durante las celebraciones por la coronación del zar Nicolás II, y finalmente el joven Víctor Manuel decidió hablar con sus padres de su interés por la princesa Elena. Naturalmente, el príncipe no sabía nada de la conspiración labrada contra él y temía que los reyes se mostraran contrarios por la elección de la hija de un "rey pastor"; en cambio, para gran sorpresa de Víctor Manuel, sus padres se mostraron tan felices que incluso se lanzaron a sus brazos en un raro momento de ternura.
El matrimonio, nada lujoso, se celebró en el palacio del Quirinal con una ceremonia civil, seguida por la religiosa católica en la basílica de Santa María de los Ángeles y los Mártires el 24 de octubre de 1896. Para conmemorar el evento, se proporcionó un sello conocido como la boda de Víctor Manuel III, que sin embargo nunca se llegó a distribuir y de los que existen solo 100 ejemplares en la actualidad. A su llegada a Italia el 19 de octubre de 1896, Elena de Montenegro había abjurado del credo ortodoxo, su fe original, y profesó el credo católico en la basílica de San Nicolás, en Bari.
La pareja tuvo cinco hijos:

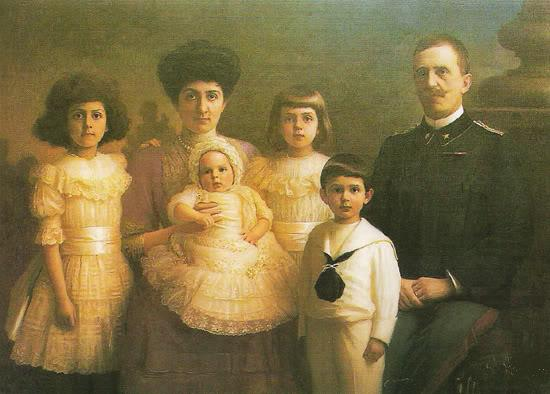
Víctor Manuel retratado con su esposa Elena y sus hijos Yolanda, Mafalda, Humberto y Juana en 1908

1. Yolanda de Saboya (1901-1986), casada con Giorgio Carlo Calvi, conde de Bergolo (1887-1977).
2. Mafalda de Saboya (1902-1944), casada con Felipe de Hesse-Kassel (1896-1980), príncipe y landgrave de Hesse-Kassel. Mafalda murió en el campo de concentración nazi de Buchenwald, debido a un bombardeo.
3. Humberto de Saboya (1904-1983), último rey de Italia, casado y luego separado de la princesa María José de Bélgica.
4. Juana de Saboya (1907-2000), zarina de Bulgaria, casada con el zar Boris III de Bulgaria.
5. María de Saboya (1914-2001), casada con el príncipe Luis Carlos de Borbón de Parma (1899-1967).

### Ascenso al trono y orientación política
Humberto I fue asesinado el 29 de julio de 1900 en Monza por el anarquista Gaetano Bresci. La noticia llegó a Víctor Manuel mientras navegaba por el Mediterráneo con su esposa Elena de Montenegro. Hasta ese momento, el príncipe de Nápoles había considerado su ascenso al trono todavía lejano, dada la edad de su padre, que falleció con 56 años.
El joven rey inmediatamente se puso a trabajar y, apenas dos días después de la muerte de su padre, convocó al Presidente del Consejo, Giuseppe Saracco para una entrevista, de la que ha quedado un relato detallado: Saracco acababa de salir de la capilla ardiente del difunto rey, cuando Víctor Manuel lo convocó a su estudio; sin darle tiempo para pronunciar las habituales palabras de condolencia, el nuevo rey le mostró los papeles amontonados sobre la mesa. Eran decretos que su padre no había tenido tiempo de firmar, pero que él pensaba que no estaban de acuerdo con la Constitución. Saracco respondió que la evaluación de su constitucionalidad no era responsabilidad del rey, que tenía que firmar simplemente como siempre lo había hecho. El joven monarca, sin embargo, respondió: "Sí, pero a partir de ahora el rey sólo firmará sus propios errores, no los de los demás".
Saracco, que era tenido por un gran experto jurídico, se sintió ofendido y amenazó con renunciar. El rey fingió no oír, pero insistió en que los decretos, antes de la firma, fueran llevados ante él para leerlos. Luego le explicó al presidente cómo concebía sus deberes y los de los demás. "No pretendo compensar estas debilidades con mi propia fuerza. Pero estoy convencido de que estas dificultades tienen una única causa. En Italia pocos cumplen con su deber: hay demasiada suavidad y relajación. Es necesario que todos, sin excepción, respeten exactamente sus obligaciones. Seré un ejemplo, cumpliendo con todos mis deberes. Los ministros me ayudarán, al no acunar a nadie con vanas ilusiones, no prometiendo lo que deben ser capaces de mantener.»
El 2 de agosto de 1900, pocos días después del regicidio, en su primer discurso a la Nación, el nuevo rey enumeró las piedras angulares de su visión política.

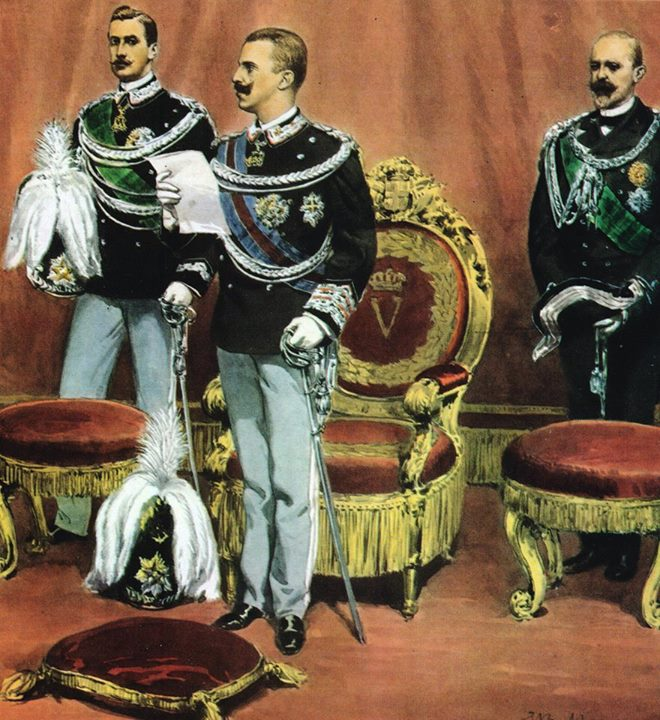
Juramento de Víctor Manuel III en el Palazzo Madama.

El 11 de agosto juró lealtad al Estatuto en la cámara del Senado, ante el presidente Giuseppe Saracco y los dos poderes del Parlamento, que se posicionaron a su espalda. En su propio discurso, el nuevo rey esbozó una política conciliadora y parlamentaria: 

La monarquía y el Parlamento deben ser solidarios en este trabajo conjunto.
Discurso de Víctor Manuel III con ocasión de su juramento, 11 de agosto de 1900

Después de la coronación, el nuevo rey ordenó a Guido Cirilli que diseñara y construyera una capilla conmemorativa a su padre en el lugar en el que había sido asesinado.
Finalmente, la reconciliación nacional deseada por el soberano tomó forma con el Real Decreto 11 de noviembre de 1900, N.º 366, en el que se concedía la amnistía por crímenes de prensa y crímenes contra la libertad de trabajo y condonaba la mitad de las sentencias impuestas por los disturbios de 1898. En 1901 se publicó la primera serie de sellos, que inauguró las abundantes emisiones filatélicas de su reinado; esta serie, llamada Serie Floreale 1901, llevaba la novedad de usar el nuevo estilo llamado Liberty, que en los años venideros fue italianizado como Floreale. 

#### Política exterior: entre laTriple Alianzay los nuevos acuerdos
Según la tradición de Cerdeña y de acuerdo con las prerrogativas legales, Víctor Manuel III ejerció un poder significativo en el campo de la política exterior y militar. Muchos lo consideraban contrario a la Triple Alianza, que unía Italia a Austria-Hungría y Alemania, y apoyó el acercamiento hacia las otras potencias contra las que se había formado: Rusia, que obstaculizaba los planes de expansión de Austria-Hungría, y Francia, que reivindicaba como propia la región de Alsacia-Lorena.

##### Acercamiento a Francia

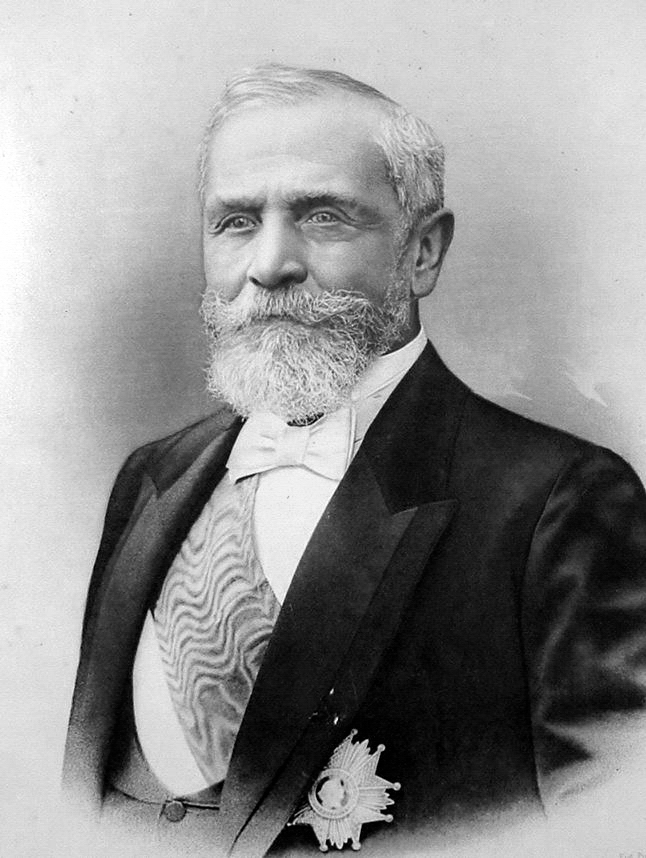
El presidente de Francia, Émile Loubet

La normalización de las relaciones con la República Francesa había comenzado unos años antes de la adhesión de Víctor Manuel, con la firma de los tres acuerdos entre Italia y Túnez el 30 de septiembre de 1896 y después con el acuerdo comercial italo-francés de 21 de noviembre de 1898, que puso fin a la guerra aduanera que mantenían las dos potencias. En diciembre de 1900, con el intercambio de notas Visconti Venosta-Barrére, el gobierno italiano obtuvo el reconocimiento de Francia sobre sus intereses en Tripolitania-Cirenaica. El acuerdo tuvo el efecto de acabar con una parte del sentido práctico de la Triple Alianza, basado en gran medida en la rivalidad italo-francesa en el Mediterráneo. 
El acuerdo se fortaleció en julio de 1902 por el intercambio de notas de Prinetti-Barrére, que comprometía a ambos países a permanecer neutrales en caso de conflicto con otras potencias. El acercamiento italo-francés fue sellado por la visita a París de Víctor Manuel en octubre de 1903, que fue condecorado con la Legión de Honor, por el presidente Emile Loubet, que a su vez fue correspondido en Roma en 1904.
La política exterior italiana dibujó así un sistema que habría hecho menos rígida la división entre los dos bloques, y que llevaría al estallido del conflicto mundial: en este contexto, se explica el comportamiento italiano en la Conferencia de Algeciras sobre Marruecos en 1906, en la que se instruyó al representante italiano, Visconti Venosta, para que no apoyara a la Alemania de Guillermo II.

##### Rusia y los Balcanes

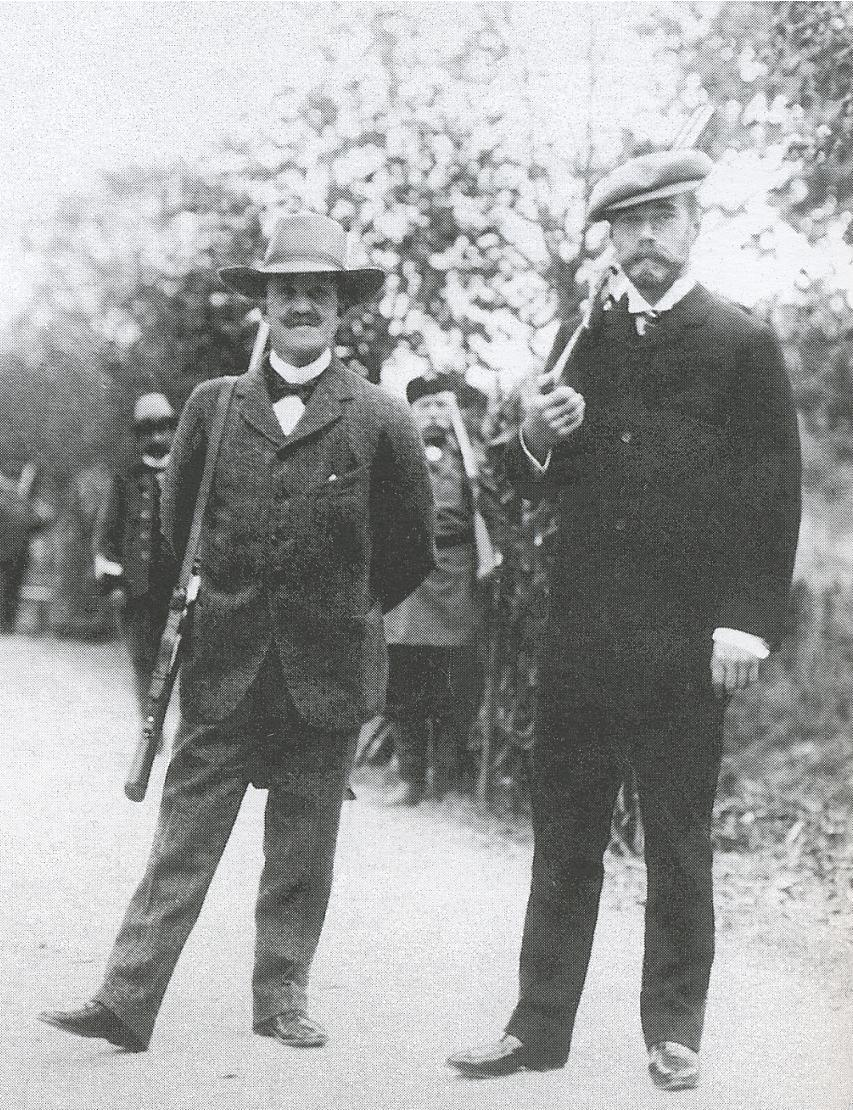
Víctor Manuel III y Nicolás II de Rusia

La estabilización de las buenas relaciones con Rusia, cuya manifestación más obvia fue el matrimonio de Víctor Manuel con Elena de Montenegro, era básica para los intereses italianos en los Balcanes. Triple Alianza se había comprometido en mantener el statu quo en la región, pero estaba amenazado por la crisis del Imperio Otomano, y por la rivalidad entre Austria-Hungría y Rusia. Italia tenía la intención de entrar en la política balcánica, tratando de limitar las acciones de su aliado Habsburgo en la zona y cambiar la situación en su beneficio, violando el artículo VIII del tratado.
En Italia se consideraba a los Balcanes como un área de potencial influencia para su economía. Frente a los objetivos expansionistas de Serbia, Víctor Manuel se posicionó como mediador para la creación de un estado amortiguador que evitaría que Pedro I se apoderara de la salida del Adriático: Albania. Austria-Hungría había anexionado Bosnia en 1908, lo que provocó fuertes protestas de Serbia y Rusia, así como de Italia. Entonces el Gobierno italiano intensificó sus acuerdos con los rusos: el 24 de octubre de 1909 se firmó el Tratado de Racconigi entre las dos potencias, que por parte rusa puso fin a la política de acuerdos exclusivos con Austria-Hungría sobre los Balcanes. Se daba prioridad al principio de nacionalidad y se preveía una acción diplomática conjunta de las ambas potencias a este respecto. Además, Rusia reconoció el interés italiano en Tripolitania y Cirenaica.

##### Mediador internacional
Las buenas relaciones tradicionales con Reino Unido y la estima internacional del rey de Italia se confirmaron en la elección de Víctor Manuel como árbitro para establecer las fronteras entre Brasil y la Guayana Británica en 1903-1904, y para la frontera de Barotselandia entre Portugal y Reino Unido en 1905. Francia y México también utilizaron el arbitraje de Víctor Manuel III en 1909 para definir la posesión de la isla Clipperton.

#### Instituto Internacional de Agricultura
Un instituto de este tipo es un cuerpo de solidaridad entre todos los agricultores y, por lo tanto, un poderoso elemento de paz.
Mensaje de Víctor Manuel III a Giolitti, 1905

En consonancia con su propio pensamiento, en 1905, Víctor Manuel III aceptó la propuesta de David Lubin y se convirtió en promotor internacional de la fundación del Instituto Internacional de Agricultura, que evolucionó tras la Segunda Guerra Mundial en la FAO, con el objetivo de acabar con el hambre mundial.
La institución se financió principalmente a través de contribuciones de los Estados miembros, que iban desde un mínimo de 12.500 liras hasta un máximo de 200.000. Víctor Manuel III, acostumbrado a apoyar con su propio dinero las numerosas instituciones científicas y caritativas que patrocinaba, participó con la suma anual de 300.000 liras, a lo que se añadió la donación del edificio que iba a servir como sede del Instituto.

#### Política interior: apertura a la izquierda y paz social
Se ha decidido prudentemente continuar por el camino que la justicia social aconseja [...] con el alivio de las clases trabajadoras. Son felices por traer una nueva civilización que honra el trabajo, para consolarlos con una compensación justa y una previsión, para elevar la suerte de los olvidados por la fortuna. Si el Gobierno y el Parlamento lo hacen, igualmente serán solícitas todas las clases, actuando como recordatorio de la justicia y de la paz social.
Discurso de la Corona, 20 febrero de 1902.

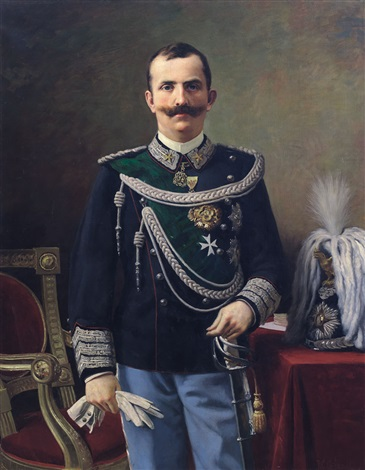
Retrato de Víctor Manuel III de Pier Celestino Gilardi

El trabajo de Víctor Manuel III en la política interior se centraba principalmente en el asentamiento de la paz social, mediante una legislación destinada a superar "el ardiente contraste entre capital y trabajo". La paz social y la necesidad de operar equitativamente entre las clases sociales se convirtieron en temas recurrentes de los discursos de la Corona, normalmente redactados por el propio rey. 
En la visión política del soberano, el punto clave para lograr la paz social deseada era "lograr una mayor condición intelectual, moral y económica de las clases trabajadoras", en particular garantizando un nivel básico de educación para todos los ciudadanos.
Las leyes promulgadas entre 1900 y 1921 en virtud de la legislación social solicitada por Víctor Manuel III se refieren a: la protección jurídica de los emigrantes (1901), la protección en el trabajo de mujeres y menores (1902), las medidas contra el paludismo (1902), la creación de la Oficina de Trabajo (1902), la vivienda social (1903), los accidentes de trabajo (1904), la obligación del descanso semanal (1907), el establecimiento del Seguro Social (1907), la mutualidad de la educación y la creación del Fondo Nacional para la Maternidad (1910), la asistencia a los afectados por el desempleo involuntario (1917). También en 1917, se creó la Opera Nacional para los Combatientes.
Dado el interés de Víctor Manuel III por los temas sociales, muchos contemporáneos lo pintaron como un "rey socialista". Atento a las necesidades de progreso del país, que en vísperas de la Gran Guerra se había convertido en la séptima potencia industrial del mundo, dio el estatus de institución moral en 1908 a la Sociedad Italiana para el Avance de las Ciencias, fundada en 1839. Ayudó financieramente para fundar la primera Clínica de Medicina Laboral de Europa en Milán y uno de los primeros institutos para el estudio y tratamiento del cáncer.

#### Atentados
El 14 de marzo de 1912, el albañil romano Antonio D'Alba, un anarquista, disparó dos tiros al rey. Unas horas después del fallido ataque, Víctor Manuel recibió la visita de los socialistas reformistas Ivanoe Bonomi, Leonida Bissolati y Angiolo Cabrini, quienes felicitaron al monarca; este gesto dio entonces el pretexto a la mayoría del Partido Socialista Italiano para expulsar a los tres reformistas culpables de apoyar al gobierno de Giolitti en la guerra contra el Imperio Otomano. Entre los socialistas, el más intransigente era Benito Mussolini, quien acusó a los reformistas de convertirse en un "rebaño clerical-nacionalista-monárquico", declarando "o se está con el Quirinal o con el socialismo!".
El 12 de abril de 1928, mientras inauguraba la VIII edición de la Feria Mundial de Milán, Víctor Manuel fue blanco de un sangriento ataque con bomba: el artefacto explotó entre la multitud matando a veinte personas entre mujeres, niños y soldados presentes. Sin embargo, el rey no fue herido. Los republicanos Ugo La Malfa, Lelio Basso y Leone Cattani fueron arrestados.
En 1941, durante una visita a Albania, el rey fue objeto de un tercer atentado: un joven Vasil Laci Mihailoff disparó cinco veces contra él, pero ninguno de los disparos lo hirió. Víctor Manuel III, que permaneció impasible, comentó: "Dispara muy mal ese chico".

#### Relación entre el Estado y la Iglesia

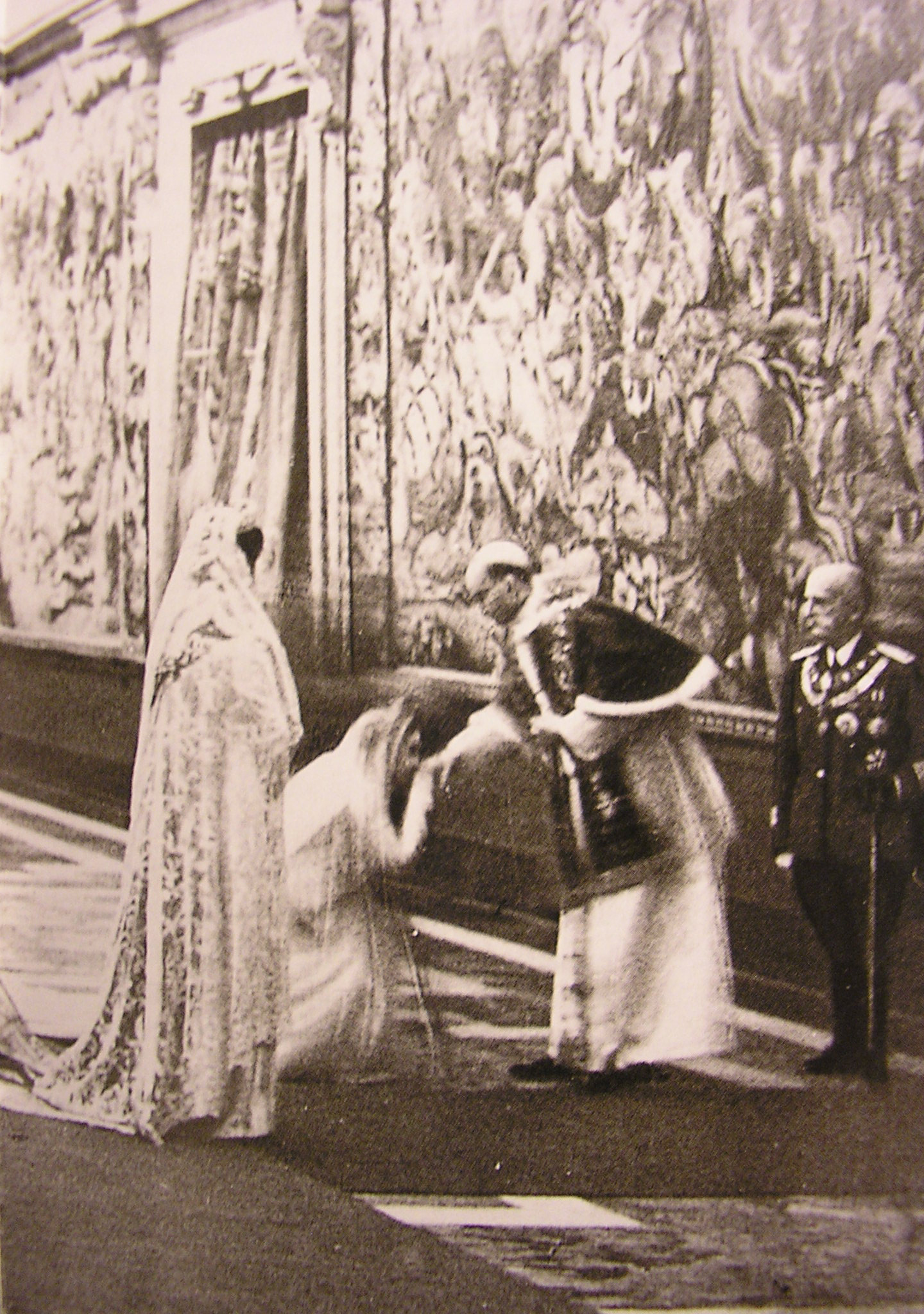
El Papa Pio XII en el Quirinal.

En la política eclesiástica, Víctor Manuel se mostró reacio a mantener conversaciones sobre las reivindicaciones políticas de la Iglesia Católica, pues las relaciones quedaron rotas con la Toma de Roma y las campañas del resurgimiento. La firma, en 1929, de los Pactos de Letrán se atribuyen más a la iniciativa de Benito Mussolini que al monarca, que habría hecho caer un proyecto de Orlando en el período de posguerra. A pesar del máximo respeto por las instituciones eclesiásticas y la fe de su familia y de los italianos, el rey apoyaba el sistema de separación entre la Iglesia y el Estado.
En su vida privada, Víctor Manuel era muy diferente de sus predecesores en términos de relaciones con la Iglesia. Su bisabuelo, Carlos Alberto, era muy religioso; su abuelo Víctor Manuel II tenía un temor supersticioso por la Iglesia; su padre Humberto I era en cambio un agnóstico observante que iba a la iglesia más por imagen pública ante sus súbditos que por convicción personal, pero al mismo tiempo tenía un profundo respeto por la jerarquía católica. Víctor Manuel era en cambio un escéptico que ni creía ni practicaba: de joven había cultivado lecturas positivistas (como Comte, Stuart Mill y Ardigo). Sin embargo, más que un laicista, era un "gibelino" profundamente consciente del rol que la Iglesia había tenido en la historia de Italia y por lo tanto desconfiaba de ella.

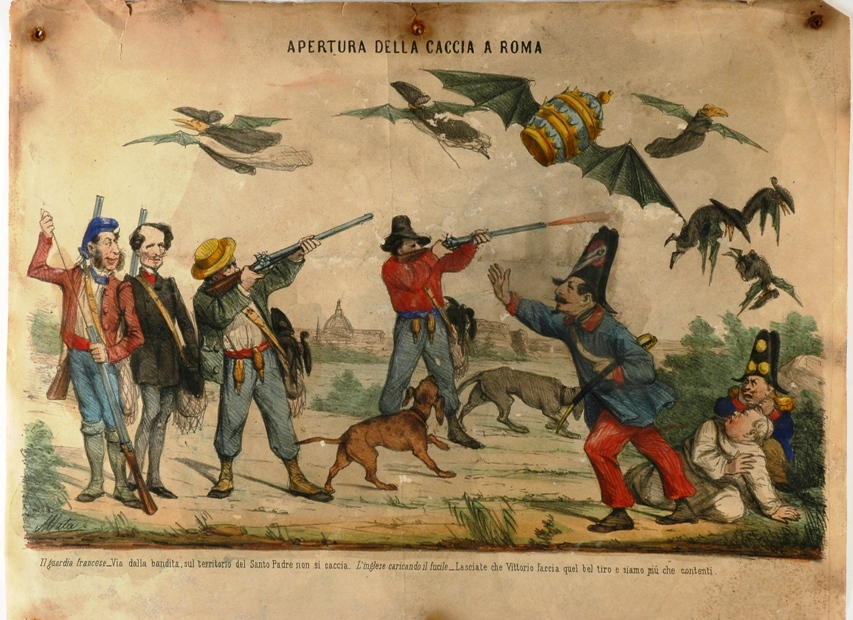
Dibujo satírico anticlerical sobre la cuestión romana: con Roma al fondo, Giuseppe Garibaldi y Víctor Manuel II de Italia disparan a murciélagos "clericales", Napoleón III de Francia, vestido de gendarme defiende a Pio IX y a Francisco II de las Dos Sicilias (vestido como un lunático napolitano) mientras dos ingleses en traje de caza observan y exclaman: "Deja que Vittorio realice ese hermoso tiro, estamos más que felices".

Víctor Manuel, de hecho, consideraba que la cuestión romana estaba resuelta con la Ley de garantías papales, que garantizaba la plena autonomía del pontífice, a quien se reconocían el derecho de mantener una política diplomática, y cuya persona se equiparaba, en algunos aspectos, especialmente en lo penal, a la del rey.
La visita en 1904 del presidente francés Emile Loubet a Italia provocó una fuerte tensión en las relaciones entre el Estado y la Iglesia: la Santa Sede protestó porque un jefe de Estado católico que visitaba Roma había rendido homenaje al rey de Italia antes que al Papa. El incidente condujo al fortalecimiento de las posiciones anticlericales en Francia y a la ruptura de las relaciones diplomáticas con la Santa Sede.

### Guerra de Libia
La visita del zar Nicolás en octubre de 1909 condujo, entre otras cosas, al reconocimiento de la influencia italiana en Libia, antecediendo al inicio de una empresa militar en Tripolitania y Cirenaica de 1911. Además ya se habían demarcado las esferas de influencia en la África mediterránea entre Francia e Italia tras la primera y segunda crisis marroquí, en las que Víctor Manuel se puso del lado de París, reconociendo la prioridad francesa en la zona más occidental del Sahara. 
Los intereses colonialistas italianos ya se habían activado con anterioridad. Eritrea ya había sido ocupada, mientras que Somalia era una colonia desde 1907. Sin embargo, estas posiciones en el Cuerno de África eran remotas y de escasa importancia económica, lo que sumado a su conformación territorial y la falta de importancia estratégica restaban brillo a la política colonial italiana. Italia aspiraba, ante todo, por controlar el Mediterráneo, y la única zona que aún no estaba bajo el control de alguna potencia europea era Libia. La obtención del territorio se había convertido, en realidad, en una obsesión del Gobierno italiano y de los círculos nacionalistas.
El gobierno italiano actuó con cautela: Cirenaica y Tripolitania estaban bajo el control del Imperio Otomano, que estaba en franco declive, y que en la época se lo consideraba el "hombre enfermo de Europa". Pero en cualquier caso, el levantamiento de los Jóvenes Turcos fue un trampolín para la operación militar. 
Empleando como pretexto una posible rebelión de los naturales de las provincias y perjuicios para sus intereses, el Gobierno italiano envió un ultimátum a Constantinopla el 28 de septiembre, para poder ocuparlas militarmente. Italia afirmaba que los turcos eran incapaces de mantener el orden en sus provincias norteafricanas. Las autoridades otomanas, que deseaban evitar la guerra, respondieron al ultimátum ofreciendo alternativas que no incluían la ocupación del territorio, por lo que Italia declaró la guerra al día siguiente, 29 de septiembre.

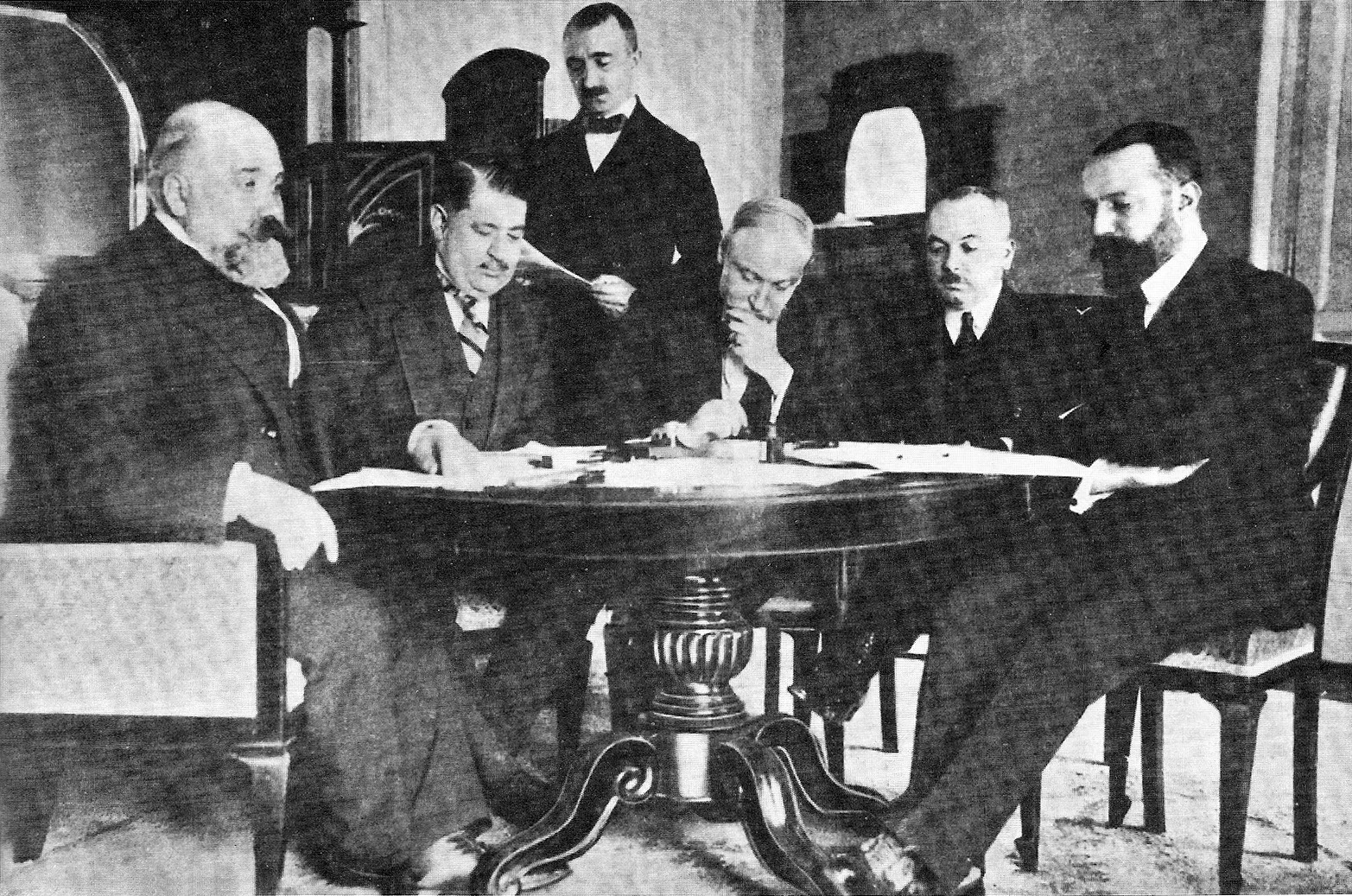
Representantes de Italia y del Imperio otomano en Lausana.

Libia fue anexionada, según real decreto, el 5 de noviembre, antes que el conflicto hubiera terminado. La guerra no fue un paseo militar como se esperaba en Roma, y la ocupación mostró importantes deficiencias estratégicas. Las tropas italianas se hicieron rápidamente con la región costera, pero encontraron una resistencia activa de los líderes tribales del interior. En enero de 1912, el poderoso jefe de la orden sanusí declaró su respaldo a los otomanos y proclamó la yihad contra los invasores. Pretendiendo presionar a los turcos, los italianos lanzaron una ofensiva en el Egeo para presionar a los turcos, ocupando el archipiélago del Dodecaneso. Presionados también por la inminencia de una agresión de los países balcánicos, los turcos aceptaron firmar el tratado de Lausana, en el 18 de octubre de 1912, por el que Imperio Otomano reconocía la posesión de Italia de las colonias de Tripolitania y Cirenaica.
La empresa de Libia supuso un elevado coste para Italia, que debió emplear mil millones de liras más de lo que se planeaba que costara la guerra, dilapidando las reservas que el Estado había acumulado desde hacía diez años. Militarmente, Italia quedó malparada por la lentitud de los avances de sus ejércitos en África.
Tras la retirada de los ejércitos turcos, los italianos pudieron controlar la colonia. Sin embargo, el estallido de la Primera Guerra Mundial y la necesidad de llevar tropas de vuelta a Italia, la proclamación de la yihad por los otomanos y la sublevación de los libios en Tripolitania forzó a los italianos a abandonar todos los territorios ocupados y atrincherarse en Trípoli, Derna, y en la costa de Cirenaica. De esta manera, los sanusíes consiguieron una virtual independencia y el control italiano sobre la mayor parte del interior de Libia fue inefectivo hasta finales de la década de 1920, cuando las fuerzas coloniales al mando de los generales Pietro Badoglio y Rodolfo Graziani llevaron a cabo sangrientas campañas de pacificación. La llamada «Pacificación de Libia» duró hasta 1932, cuando los italianos lograron finalmente asegurar el control del territorio.

### Primera Guerra Mundial
La guerra contra Austria-Hungría, que, bajo el gran liderazgo de S.M. el rey, duce supremo, el ejército italiano, de menor número y medios, comenzó el 24 de mayo de 1915 y con una fe inquebrantable y un tenaz valor condujo de forma ininterrumpida a la victoria en 41 meses.
Bollettino della Vittoria, 4 de noviembre de 1918

En la Primera Guerra Mundial, Víctor Manuel III apoyó la posición inicialmente neutral de Italia. Mucho menos favorable que su padre a la Triple Alianza (de la que Italia formaba parte junto a Alemania y el Imperio austrohúngaro) y hostil a Austria, promovió la causa del irredentismo de Trentino y Venecia Julia. Las ofertas ventajosas de la Triple Entente (formalizadas en el Pacto de Londres, firmadas en secreto sin el conocimiento del parlamento) llevaron a Víctor Manuel a apoyar el abandono de la Triple Alianza (4 de mayo de 1915) para luchar junto a la Entente (Francia, Gran Bretaña y Rusia).
A principios de mayo, la política neutral de Giovanni Giolitti, junto con la difusión de noticias sobre concesiones territoriales por parte de Austria, abrió una crisis parlamentaria. El 13 de mayo, Salandra volvió a poner su cargo en manos del rey. El Corriere della Sera escribió: "Giolitti y sus amigos triunfan. Un mayor triunfo para el príncipe von Bülow. Lograron derribar al gobierno que llevaba al país a la guerra". Il Messaggero decía: "Salandra da partida ganada a los organizadores de la malvada emboscada; se rindió a las malas artes diplomáticas del príncipe von Bülow".

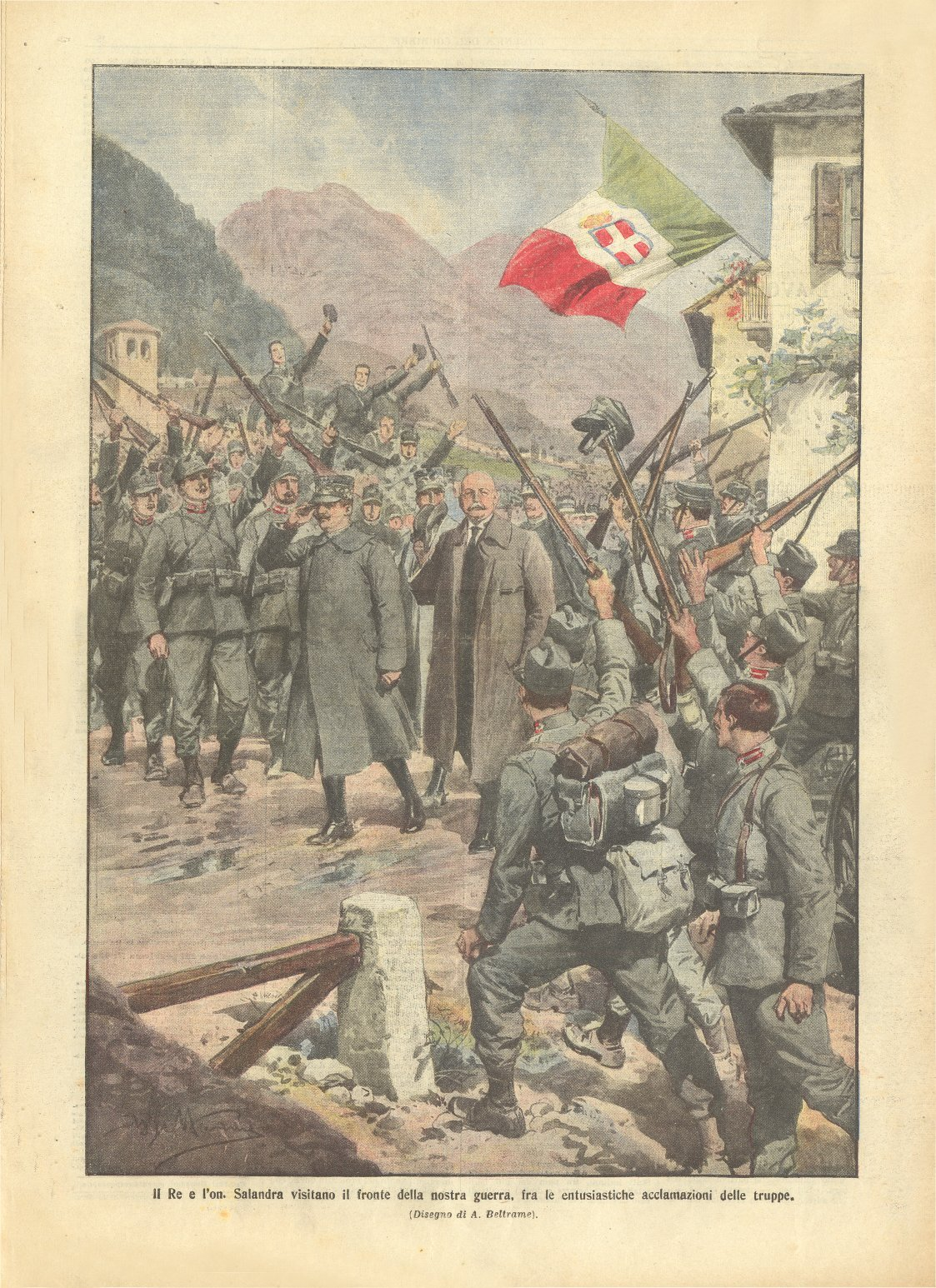
Contraportada de La Domenica del Corriere: el rey con Salandra visitando el frente entre aclamaciones de la tropa.
Achille Beltrame, 18 de julio de 1915

Giolitti fue llamado por el rey para formar el nuevo gobierno. Sin embargo, se le informó de los nuevos compromisos contraídos en Londres con la Triple Entente y decidió rechazar el cargo, así como los otros políticos convocados. 
El 16 de mayo, Víctor Manuel rechazó oficialmente la renuncia de Salandra. Los días 20 y 21 de mayo, por abrumadora mayoría, las dos cámaras del Parlamento votaron a favor de poderes extraordinarios para el soberano y el Gobierno en caso de hostilidad. El 23 de mayo, Italia declaró la guerra a Austria-Hungría. 

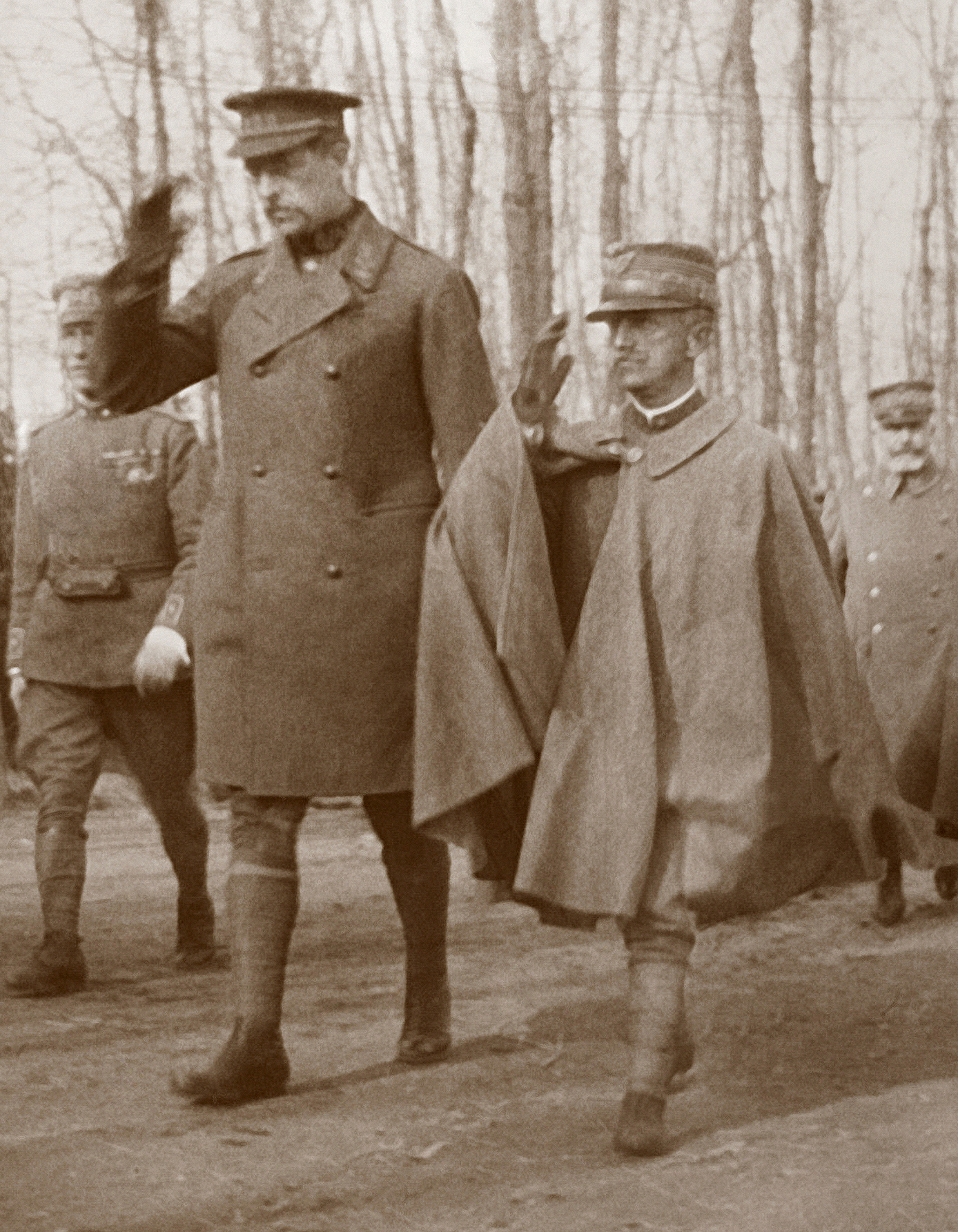
Víctor Manuel III con el rey Alberto I de Bélgica

Desde el comienzo de las hostilidades (24 de mayo de 1915), el rey estuvo constantemente presente en el frente, ganándose el apodo del rey soldado desde entonces. Durante la guerra confió la lugartenencia del Reino a su tío Tomás, duque de Génova. No se instaló en la sede de Údine, sino en una localidad cercana, Martignacco, cerca de Villa Linussa (desde entonces llamada Villa Italia) con un pequeño seguimiento de oficiales y caballeros. 
Cada mañana, era asistido por sus asistentes de campo y marchaba al frente. Por la noche, cuando regresaba, un oficial del Estado Mayor venía a informarle sobre la situación militar. El rey, después de escuchar, expresaba sus opiniones, sin ir más allá de los deberes del Mando Supremo. Permaneció durante un tiempo en Monteaperta (en el Hospital Militar Gran Monte) durante los combates, debido a la considerable importancia logística de Monteaperta tras el frente. 
Tras la batalla de Caporetto, por decisión acordada entre los gobiernos aliados en la conferencia de Rapallo, Cadorna fue reemplazado por el general Armando Diaz, el 8 de noviembre de 1917, en la conferencia de Peschiera, el rey ratifica lo que ya había sido firmado por el Gobierno de Orlando tomando sus propias decisiones. El Consejo de Ministros quería conceder al monarca la Medalla de Oro al Valor Militar, pero el rey la rechazó con las siguientes palabras: "No he ganado cuotas difíciles; no he ganado ninguna batalla, no he hundido ningún acorazado; no he llevado a cabo ninguna hazaña de la guerra aérea. [sin fuente] 
La victoria italiana conllevó la anexión de Trentino y el Tirol del Sur (con Trento), Venecia Julia, Zara y algunas islas dálmatas (incluyendo Lagosta).
El rey, entre 1914 y 1918, recibió alrededor de 400 cartas -incluso amenazantes- de carácter predominantemente antibélico de individuos de todos los orígenes sociales. Actualmente se mantienen en los Archivos Centrales del Estado en tres fondos, pero se han digitalizado y hecho público, siendo de gran interés histórico y lingüístico.

### De la Primera Guerra Mundial al primer gobierno de Mussolini

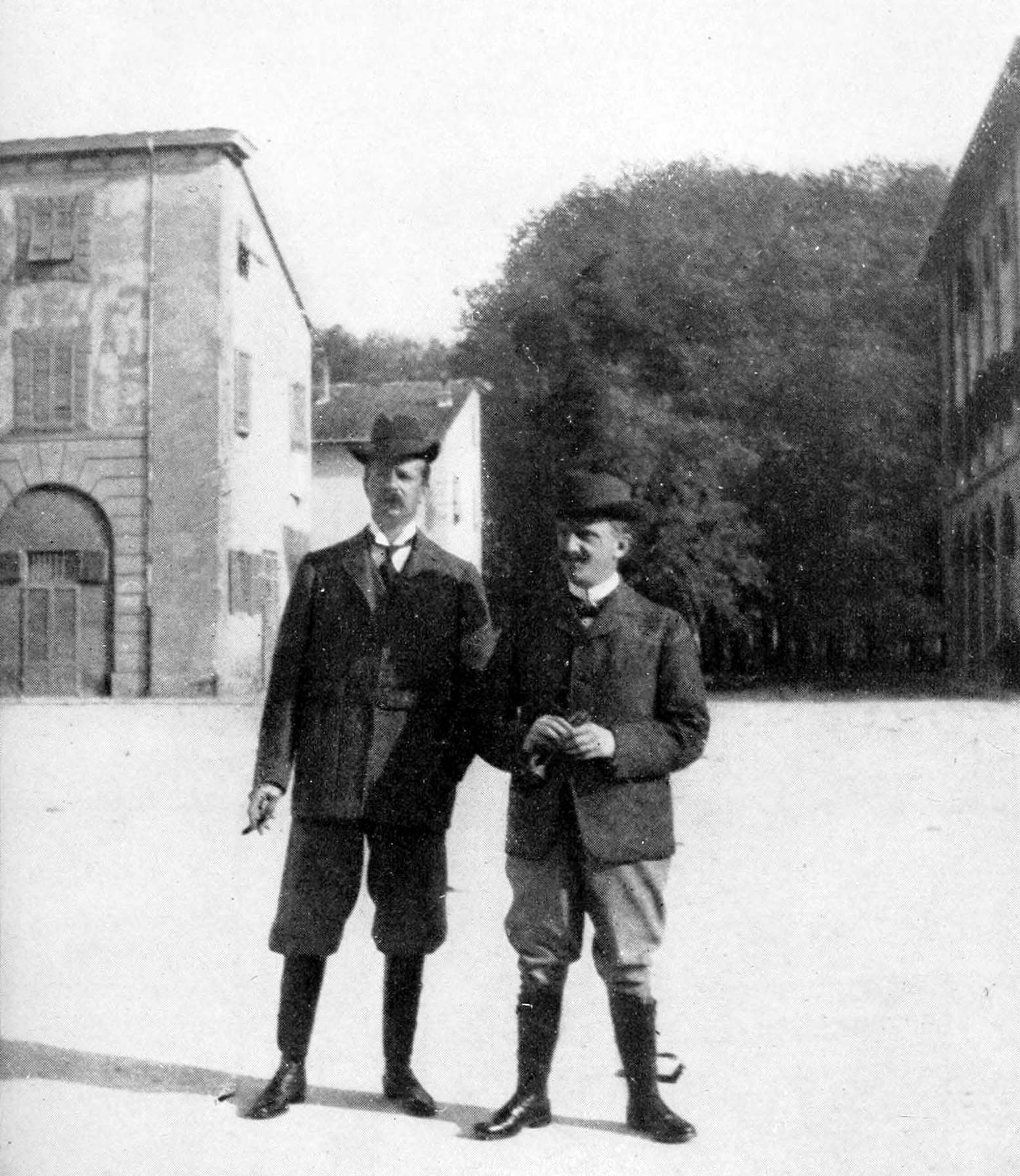
Víctor Manuel III y Geroge von Lengerke Meyer en San Rossore.

Debido a la crisis económica y política que siguió a la guerra, Italia experimentó una serie de disturbios sociales (Bienio Rojo) que los diferentes gobiernos liberales no pudieron controlar. Los temores de una revolución comunista similar a la que se está llevando a cabo en Rusia se extendieron por todo el país, y las clases dominantes temían quedar acorralados por las ideas socialistas. Estas condiciones históricas llevaron al surgimiento de movimientos políticos antidemocráticos y antiliberales. 
Uno de ellos fue el Fasci italiani di combattimento, un movimiento formado en 1919 por el exdirector de Avanti! Benito Mussolini. El movimiento estuvo vinculado a los grupos de acción, que más tarde se integrarían en la Milicia Voluntaria para la Seguridad Nacional. Mussolini había optado claramente por forzar la situación, que ahora había llegado a un punto muerto. A finales de octubre de 1922, Mussolini, que había sido elegido para la Cámara durante un año, comenzó con su plan de ocupar el poder. El 27 de octubre, comenzaron los primeros movimientos con la ocupación de prefecturas y cuarteles en el norte de Italia. Víctor Manuel se trasladó a Roma desde San Rossore y comunicó al primer ministro Luigi Facta su intención de hacerse cargo de la crisis. 
Los acontecimientos de las horas siguientes son muy confusos y no permiten proporcionar una reconstrucción clara de los acontecimientos: Facta tuvo al menos dos conversaciones con el rey, en la estación de Roma y en Villa Savoia, en las que Víctor Manuel le habría dicho al primer ministro que se negaba a deliberar "bajo la amenaza de los mosquetes fascistas" y luego pidió al Gobierno que tomara todas las medidas necesarias. De estas charlas las versiones son muy discordantes (en una de ellas, Facta amenazaba con renunciar). Lo extraño es que, aunque la situación era muy grave, el primer ministro estuvo convencido de que Mussolini no llevaría a cabo nada, hasta que se le informó de las ocupaciones fascistas y de la marcha de los camisas negras sobre Roma.

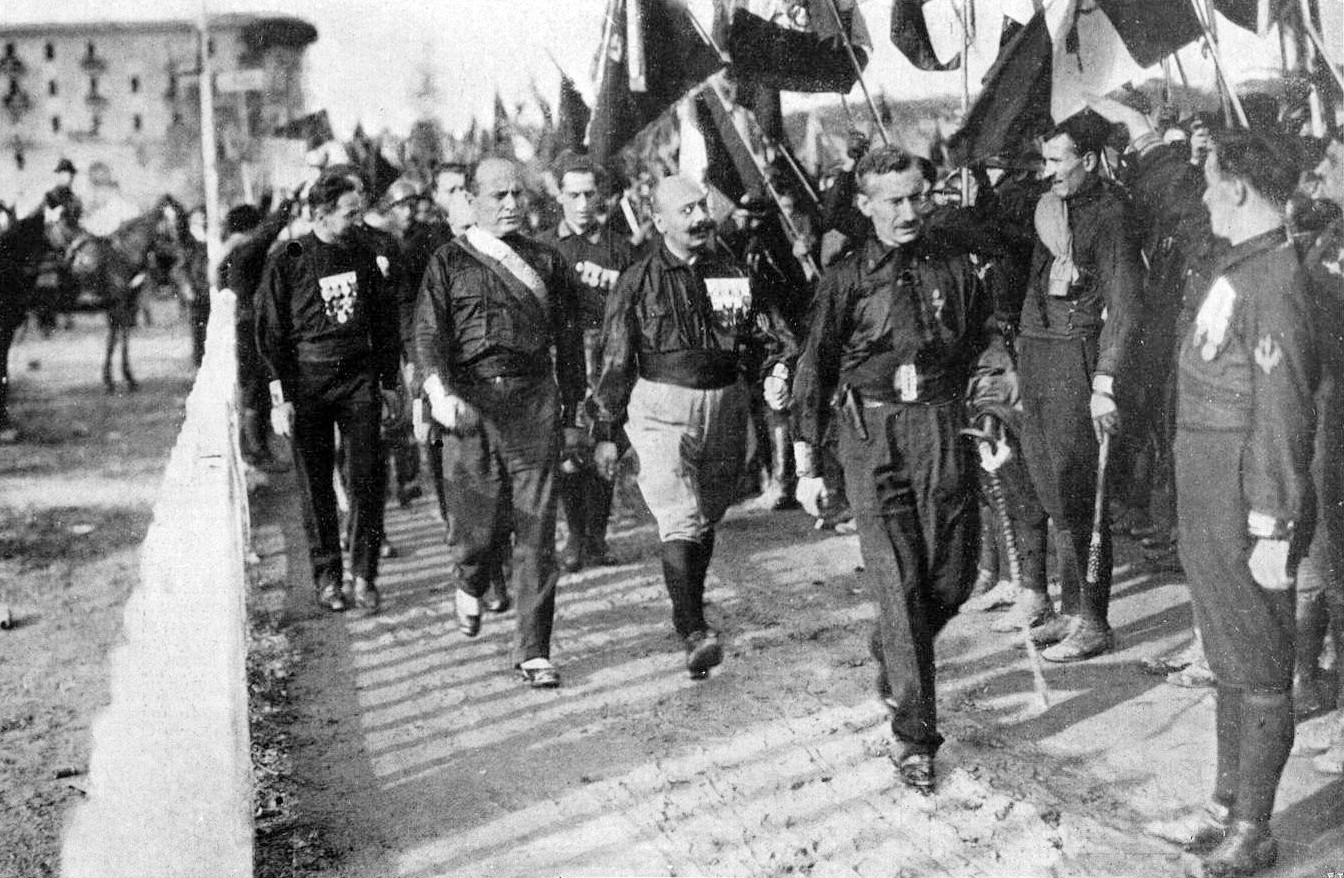
Benito Mussolini y sus camisas negras durante la Marcha sobre Roma.

A las seis de la mañana del 28 de octubre, Facta reunió al Consejo de Ministros, que deliberó, ante la insistencia del general Cittadini, primer ayudante de campo del rey, el declarar el estado de sitio para bloquear la marcha sobre Roma. Pero a las 9, cuando Facta fue al Quirinal para la firma del Jefe del Estado, recibió su negativa a firmar la declaración. Cuando Víctor Manuel vio el borrador de la proclama se enfadó y, tras arrebatar el texto de las manos de Facta, en un ataque de ira dijo al ministro: "Estas decisiones dependen de mí. Después del estado de sitio no hay más que una guerra civil. Ahora uno de nosotros debemos sacrificarse." Entonces Facta respondió: "Su Majestad no necesita decir a quién le toca". Y se despidió.
Este cambio repentino de opinión no ha sido aclarado por la historia. Renzo De Felice, el mayor historiador sobre el fascismo, esboza una lista de posibles razones que podrían haber llevado al rey a evitar la confrontación con Mussolini:
- La debilidad del gobierno de Facta.
- Sus temores por las actitudes profascistas del duque de Aosta.
- Incertidumbre sobre el liderazgo militar.
- Miedo a una guerra civil.

Según Mauro Canali, hay que añadir otro motivo, atribuible a la personalidad del rey: su supuesto miedo que lo llevó a no desafiar al fascista en el campo militar. "Sus preocupaciones", añade Canali, "estaban totalmente fuera de lugar, dado el desequilibrio de fuerzas sobre el terreno". De hecho, las fuerzas del ejército estacionadas en Roma eran muy superiores a las de los fascistas: 28.000 hombres contra unos pocos miles, y mucho mejor equipados. Todos los historiadores están de acuerdo en esto, pero deben considerarse las mencionadas "incertidumbres" de los dirigentes militares, las presiones de la clase dominante y el deseo de evitar el deterioro de la crisis interna.
Como resultado de la decisión del rey, Facta presentó su dimisión, que fue inmediatamente aceptada por el soberano. El 29 de octubre de 1922, Víctor Manuel, consultó con los principales miembros de la clase política liberal (Giolitti, Salandra) y militar (Díaz, Thaon de revel), después de que Mussolini rechazara el formar gobierno junto con Salandra. Con la intención de atraer el movimiento fascista al orden constitucional parlamentario y favoreciendo la pacificación social, confió al jefe del fascismo Benito Mussolini la tarea de formar un nuevo gobierno. 
Mussolini se dirigió al Parlamento en un tono amenazante («Podría hacer de esta cámara sorda y gris un vivac de mis manípulos...»), recibió una gran confianza del Parlamento, obteniendo 316 votos a favor, 116 en contra y 7 abstenciones. Votaron a favor, entre otros, Giovanni Giolitti, Benedetto Croce y el que con el tiempo sería el mayor representante del antifascismo liberal, Alcide De Gasperi. Por el contrario, Francesco Saverio Nitti dejó la cámara en señal de protesta. El gobierno estaba compuesto por catorce ministros y dieciséis ministerios, con Mussolini como jefe de gobierno y ministro interino de Relaciones Exteriores e Interior. Lo formaban nacionalistas, liberales y populares, entre ellos el futuro presidente de la república Giovanni Gronchi, que era subsecretario de Industria.
Según De Felice, "sin el compromiso con la monarquía es muy improbable que el fascismo hubiera podido llegar al poder".

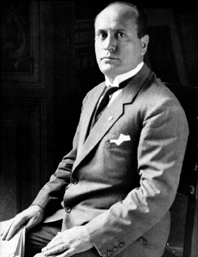
Mussolini fotografiado en 1923

### El Estado fascista (1925-1943)

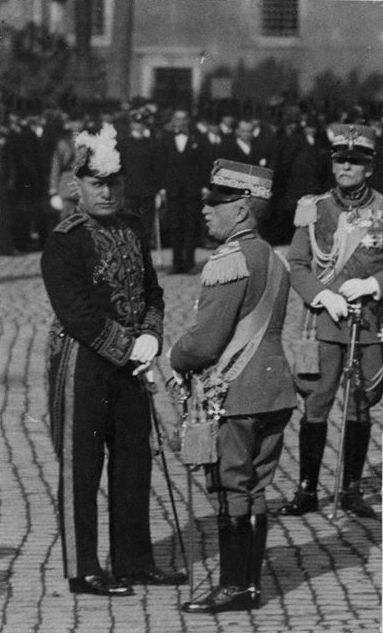
El rey y Benito Mussolini en el funeral del general Diaz.

En abril de 1924 se convocaron nuevas elecciones, que se celebraron en medio de graves irregularidades. El diputado socialista Giacomo Matteotti, que había denunciado estas irregularidades, fue secuestrado el 10 de junio de 1924 y encontrado muerto el 16 de agosto. El hecho sacudió el mundo político y abrió un semestre de grave crisis interna. Finalmente se resolvió el 3 de enero de 1925 cuando Benito Mussolini, fortalecido internacionalmente por la reciente reunión con Chamberlain, se atribuyó la responsabilidad del incidente ("Si el fascismo es una asociación criminal, yo soy el jefe de esa asociación de criminales"), dijo, señalando la responsabilidad no material del parlamento por el incidente. La Cámara, donde la oposición era incapaz de ponerse de acuerdo, no procedió y Mussolini comenzó la transformación a un Estado autoritario y luego totalitario.
El rey, que hasta entonces había conservado el control del ejército, no se opuso a él. En el parlamento, en el que sólo había siete escaños para el Partido Nacional Fascista, la oposición era la mayoría absoluta, pero debilitados por la secesión del Aventino, no proporcionaron ningún pretexto legal para pedir la dimisión de Mussolini ni se estableció un gobierno alternativo potente. Tampoco fueron capaces de movilizar a las masas. Mientras tanto, el rey estaba esperando una iniciativa parlamentaria de acuerdo con las reglas institucionales.

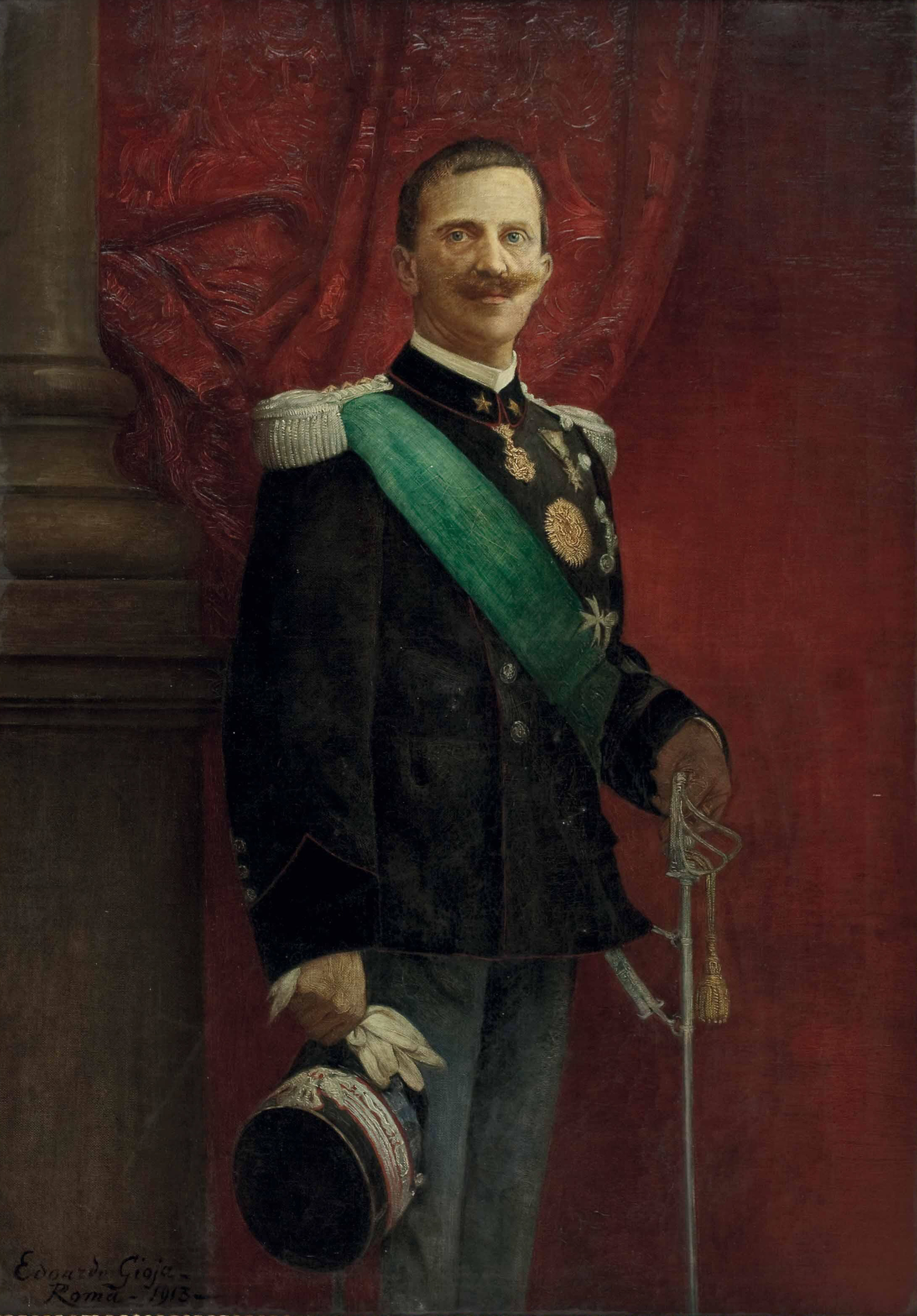
Víctor Manuel III de Italia.

Cuando el senador Campello presentó a Víctor Manuel pruebas de la responsabilidad del Presidente del Consejo de Ministros en el crimen de Matteotti, el rey dijo: "Soy ciego y sordo. Mis ojos y oídos son la Cámara y el Senado".
Francesco Saverio Nitti, exiliado por la intimidación fascista, envió una carta al monarca en la que lo acusaba de connivencia con Mussolini y le instaba a tomar medidas contra el régimen. El 27 de diciembre, comenzó a publicarse en Il Mondo y luego en otros periódicos artículos en los que Mussolini era documentado como autor de un gran número de actos de violencia política, entre los que estaba el crimen de Matteotti. Pero ni siquiera estas revelaciones llevaron al rey a denunciar a Mussolini, quien de acuerdo con el procedimiento debería haber sido acusado primero por el Parlamento. 
Además, gracias a la Ley Acerbo y a los fraudes denunciados por Matteotti, los fascistas tenían, aunque siete escaños, una mayoría absoluta en el Parlamento. Por lo tanto, la falta de utilización del artículo 47 atestiguaba el control de Mussolini sobre el propio Parlamento. En los días siguientes, durante enero de 1925, se cerraron 35 círculos políticos de la oposición, se disolvieron 25 organizaciones llamadas "subversivas", se detuvieron 111 opositores y se realizaron 655 registros domiciliarios.

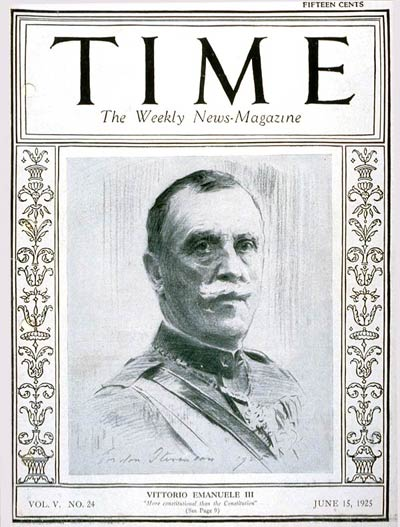
Víctor Manuel III en la portada de la revista Time, en 1925.

En noviembre de 1925 el rey firmó las llamadas leyes fascistas por las cuales se disolvieron todos los partidos políticos (excepto el PNF) y se establecía la censura de la prensa. Con la ley del 24 de diciembre de 1925, se modificó el Estatuto Albertino, atribuyéndole al Jefe de Gobierno, responsable solo ante el rey, el nombramiento y la revocación de ministros. En 1926 el rey autorizó la creación del Tribunal Especial para la Defensa del Estado, que eliminaba del poder judicial ordinario todos los crímenes políticos, y la formación de la policía política secreta (OVRA). Se permitió el confinamiento policial para los opositores. Sus relaciones posteriores con el Duce se caracterizaron por estrictos silencios públicos y escenas privadas tormentosas, en las que el rey defendía sus prerrogativas, relacionadas con salvaguardar una legalidad formal.

### Consenso con el régimen fascista
Al final de la guerra etíope, las tropas italianas entraron en Addis Abeba el 5 de mayo de 1936, y cuatro días después Víctor Manuel III asumió el título de emperador. El Imperio etíope, junto con las otras colonias italianas (Eritrea y Somalia), se unieron en el África Oriental Italiana. La conquista de Etiopía y el título imperial fueron progresivamente reconocidos por la mayoría de los miembros de la comunidad internacional, incluyendo Inglaterra y Francia, con la excepción de los Estados Unidos y la Unión Soviética, aunque el emperador etíope exiliado Haile Selassie había denunciado ante la Sociedad de Naciones las graves violaciones de la Convención de Ginebra perpetradas por las tropas italianas (julio de 1936). 
En 1938, en el apogeo del prestigio del régimen, que había obtenido la firma del «Manifiesto de la raza» por grandes exponentes de la cultura italiana —incluyendo el futuro padre constituyente, Amintore Fanfani—, el rey firmó las leyes raciales fascistas, que introdujeron la discriminación contra los judíos. De formación liberal, Víctor Manuel se opuso, aunque no públicamente, a estas disposiciones que borraron una de las contribuciones más notables de la Casa de Saboya al Resurgimento italiano: el principio de no discriminación e igualdad de trato a los individuos independientemente del culto profesado, establecido en 1848. 
De hecho, la aplicación de las leyes raciales fue la base de un nuevo endurecimiento de las relaciones entre la Corona y el Duce, cada vez más cansado de los obstáculos con el rey (seguía siendo la única oposición capaz de frenar el poder fascista junto con la Iglesia católica) y con la intención de aprovechar el momento adecuado para establecer un régimen republicano.
En abril de 1939, aprovechando que las miradas del mundo estaban puestas en la ocupación alemana de Checoslovaquia, Mussolini invadió y conquistó Albania, por lo cual Víctor Manuel III fue proclamado rey de Albania.

#### Relaciones con Mussolini
Tengo mucha paciencia con esta rémora monárquica. El rey nunca ha hecho un gesto desafiante hacia el régimen. Sigo esperando porque tiene 70 años y espero que la naturaleza me ayude y, cuando la firma del rey sea reemplazada por la menos respetable del príncipe, podremos actuar.
Mussolini a Ciano, Diario de Ciano, 1937-1943, 17 de julio de 1938

Las relaciones entre Víctor Manuel III y Mussolini nunca fueron más allá de la formalidad entre el jefe de Estado y el jefe de gobierno. El rey, de formación liberal, durante todo el período fascista no dejó de recordar a Mussolini y sus colaboradores la experiencia del Estado liberal. Si bien Víctor Manuel no era antiprusiano, su desconfianza hacia el nazismo se vio reforzada tras la visita de Estado de Hitler a Roma en mayo de 1938. Por otro lado, la hostilidad entre Hitler y Víctor Manuel III fue mutua y varias veces el dictador alemán y sus colaboradores sugirieron a Benito Mussolini deshacerse de la monarquía.
El Duce ansiaba desde hace mucho tiempo la abolición de la monarquía, con el fin de tener más margen de acción, pero pospuso repetidamente la decisión debido al amplio apoyo popular de la familia real.
El rey era particularmente hostil a los cambios institucionales del régimen, la introducción de nuevos honores y ceremonias que fortalecían el peso del jefe de gobierno, los planes de "modificación de las costumbres italianas", así como la introducción del saludo fascista y la cuestión racial. Esta oposición, aunque no se expresaba públicamente, agravó las relaciones con Mussolini y los círculos más radicales del partido fascista, fieles al programa original del partido y partidarios de un sistema republicano.
Mussolini escribió que el rey había comenzado a odiarlo desde la ley de constitucionalización del Gran Consejo Fascista (9 de diciembre de 1928). Pero sintió que la verdadera causa de la ruptura entre ambos fue cuando el título de Primer mariscal del Imperio, aprobado por el Parlamento el 30 de marzo de 1938 (bajo el impulso de Starace, Costanzo y Galeazzo Ciano y con el conocimiento del duce), que fue otorgado tanto a Mussolini como al rey. Se trataba del rango más alto del Ejército italiano y al concedérselo a los dos, se les daba paridad ante las fuerzas armadas. Según el propio Mussolini, Víctor Manuel III, pálido de ira, le dijo que prefería abdicar que sufrir esa afrenta.
El 28 de diciembre de 1939, el encuentro de Víctor Manuel III y el papa Pío XII, el primer pontífice en visitar el Quirinal después de la toma de Roma, fue interpretado como un intento a favor de la paz en Europa.

### Segunda Guerra Mundial
Tras el acercamiento entre la Italia fascista y la Alemania nazi, simbolizado por el nacimiento del Eje Roma-Berlín de octubre de 1936 y la firma del Pacto de Acero el 22 de mayo de 1939, Víctor Manuel III firmó la declaración de guerra el 10 de junio de 1940 contra Francia y Gran Bretaña, junto a los alemanes; un momento muy esperado por Mussolini. El rey había expresado inicialmente su oposición a la guerra porque era consciente de la debilidad militar italiana y porque siempre había sido probritánico y opuesto a las políticas de la Alemania nazi. Meses antes, Víctor Manuel III, a través del Ministro de la Casa Real, Pietro d'Acquarone, había intentado derrocar a Mussolini; la legalidad formal sería salvaguardada obteniendo un voto de censura del Gran Consejo del Fascismo, y Ciano sería llamado a dirigir el nuevo gobierno. Sin embargo Ciano se negó. El plan se reanudaría tres años más tarde cuando la guerra ya estaba perdida.
Después de unos efímeros éxitos en Egipto y África oriental, comenzaron a enumerarse los desastres entre el otoño de 1940 y la primavera de 1941: ataque fallido contra Grecia, derrotas navales de Taranto y Cabo Matapan, pérdida de la mayoría de los territorios italianos en Libia, pérdida total de posesiones en África oriental. Todo ello reveló la debilidad de las fuerzas italianas, que tuvieron que ser relevadas por su aliado alemán en los Balcanes (primavera de 1941) y el norte de África).

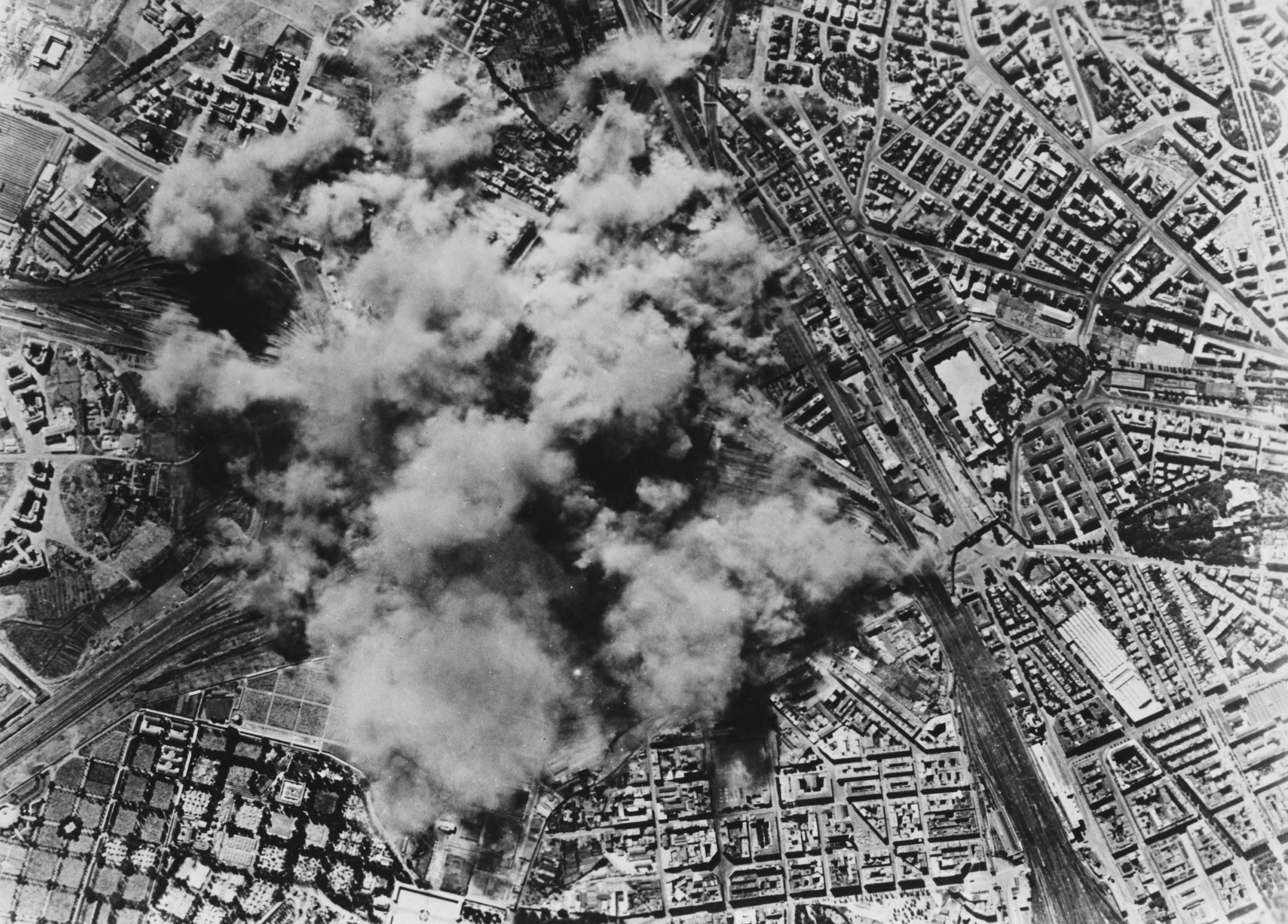
Bombardeo de Roma

Víctor Manuel, que se salvó de un atentado durante una visita a Albania en 1941, observó con creciente preocupación la evolución de la situación militar y la progresiva esclavitud de las fuerzas italianas a los intereses alemanes. La derrota en la segunda batalla de El Alamein, el 4 de noviembre de 1942, condujo en pocos meses al abandono total de África y luego a la invasión aliada de Sicilia, que comenzó el 9 de julio de 1943 y el comienzo del bombardeo sistemático de ciudades italianas por la aviación aliada.

### Caída del fascismo

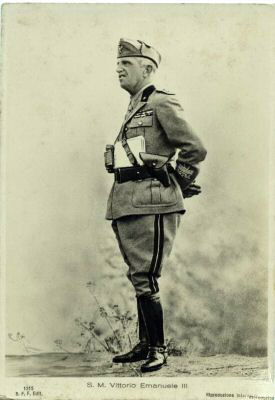
Víctor Manuel III de uniforme (1936).

Estas nuevas derrotas llevaron al Gran Consejo Fascista a votar contra del apoyo a la política de Mussolini (25 de julio de 1943). Ese mismo día, Víctor Manuel derrocó a Mussolini, quien, puesto bajo custodia, reconoció su lealtad al rey y al nuevo gobierno de Pietro Badoglio. Ya en junio, el rey había intensificado sus contactos con líderes antifascistas, ya sea directamente o a través de Aquarone. El 22 de julio, al día siguiente de la Cumbre de Feltre entre Mussolini y Hitler y después del primer bombardeo de Roma, el rey había discutido con Mussolini sobre la necesidad de salir del conflicto, abandonando a los alemanes, y la posibilidad de un cambio en la presidencia del Consejo. La reina Elena dejó escrito en sus memorias un relato de la reunión que precedió al arresto de Mussolini y su posterior reacción: 
"Estábamos en el jardín. Aún no me había dicho nada. Cuando Aquarone, emocionado, se unió a nosotros, y dijo a mi esposo: "El general de los carabineros desea, antes del arresto de Mussolini, el permiso de Su Majestad". Me quedé atónita. Me puse luego a temblar cuando oí a mi marido decir: "Muy bien. Alguien tiene que asumir la responsabilidad. Lo asumo yo". Luego subió por las escaleras con el general. Estaba cruzando el vestíbulo cuando llegó Mussolini. Fue a encontrarse con mi esposo. Y mi esposo le dijo: "Querido Duce, Italia está en contacto...", nunca lo había llamado así, pues siempre lo había tratado como "excelencia". En ese momento subí al piso superior, mientras mi dama de compañía, la Jaccarino, se quedaba en la habitación sin poder moverse. Más tarde me lo contó todo. Me dijo que mi marido había perdido los estribos y comenzó a gritar a Mussolini, y finalmente le dijo que lo estaba destituyendo y que en su lugar iba a poner a Pietro Badoglio. Cuando Jaccarino vino conmigo, desde la ventana de una habitación, vimos a mi esposo tranquilo y sereno, acompañando a Mussolini a las escaleras de la villa. La entrevista había durado menos de veinte minutos. Mussolini aparentaba haber envejecido veinte años. Mi marido le estrechó la mano. El otro avanzó unos pasos por el jardín, pero fue detenido por un oficial de los carabinieri seguido por soldados armados. El drama había llegado a su fin. Me sentí hirviendo. Por poco no me tropiezo con mi esposo, que regresaba. "Ya está hecho", dijo en voz baja, "si lo arrestaran", le grité a plena voz, indignada, "debe suceder fuera de nuestra casa. Lo que has hecho no es un gesto soberano..." Él repitió: "Ya está hecho", y trató de tomarme del brazo, pero me aparté de él, "No puedo aceptar algo así", le dije, "mi padre nunca lo habría hecho". Luego fui a encerrarme en mi habitación".

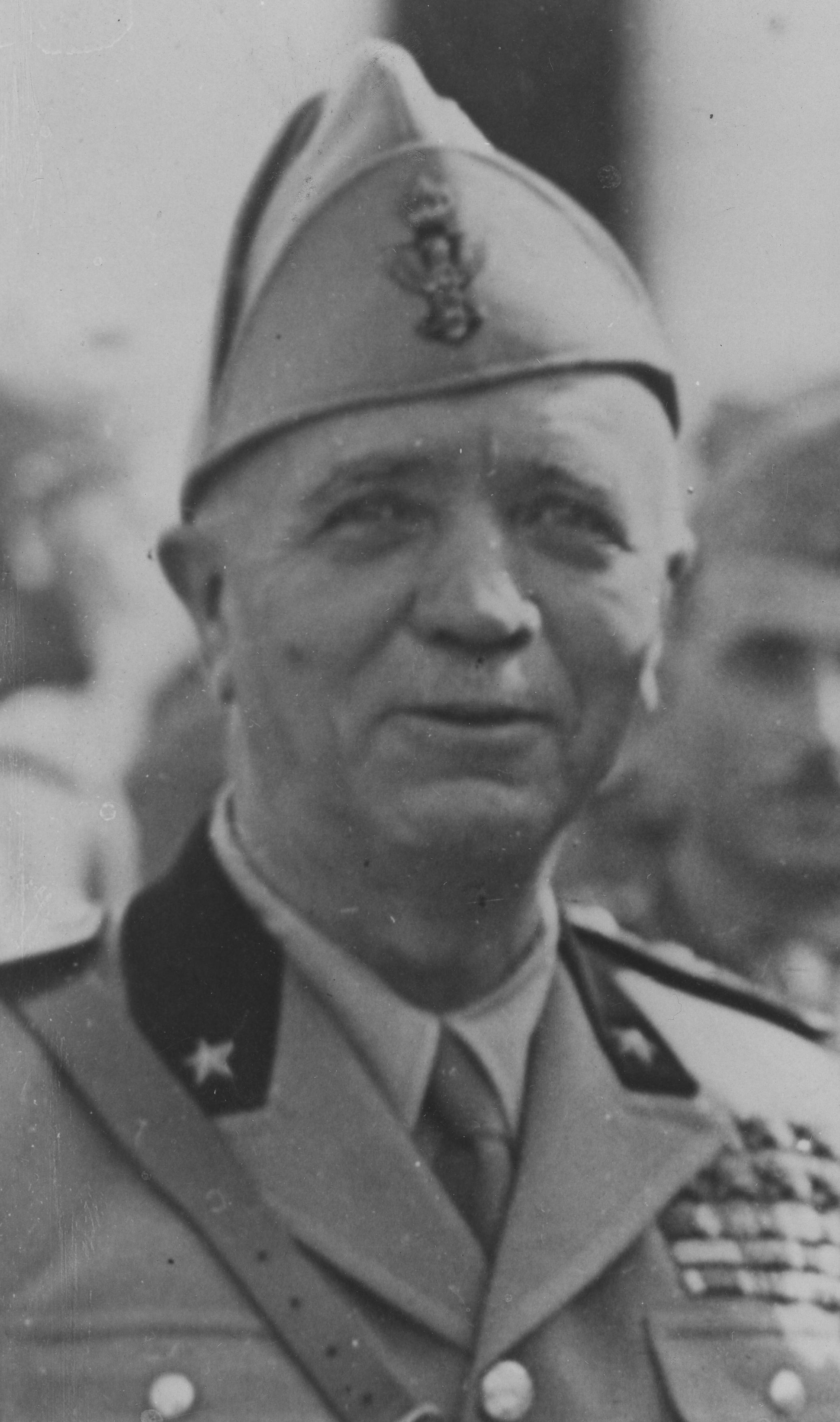
Pietro Badoglio.

El nuevo gobierno de Badoglio heredó la gravosa tarea de idear una estrategia de salida del conflicto y garantizar el orden público dentro del país. Las condiciones internas que afrontaba Italia no permitían realmente que la guerra continuara junto con Alemana: por lo tanto, era urgente firmar un armisticio con los Aliados e impedir que el ejército alemán, que como resultado de los acuerdos de Mussolini con Hitler, estaba reforzando su presencia en la península, se enfrentara contra las tropas y la población italiana. El gobierno anunció entonces la continuación de la guerra, mientras negociaba con los Aliados.

### Armisticio

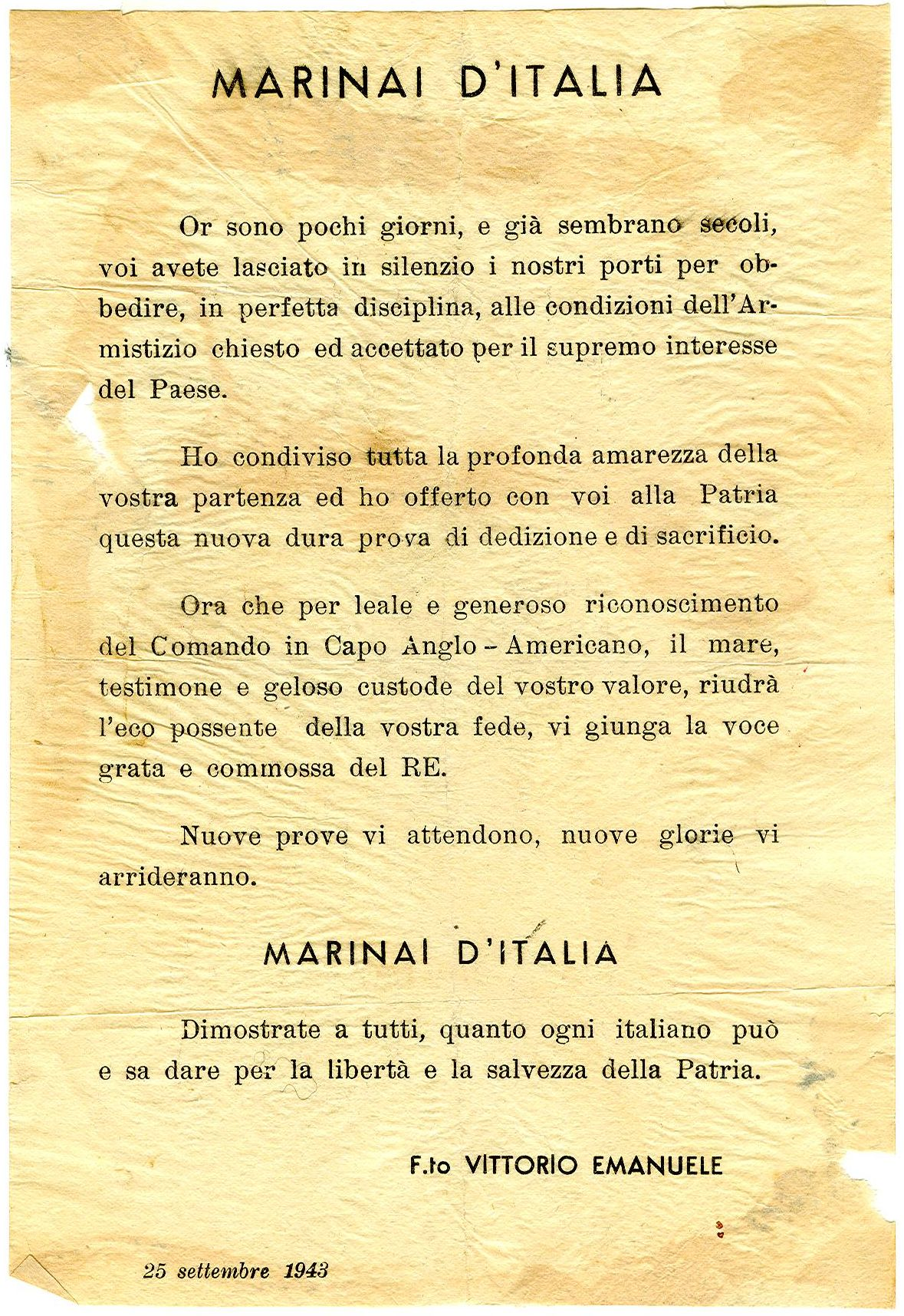
Proclamación del rey a la marina de Italia tras el armisticio de Cassibile el 25 de septiembre de 1943.

El 3 de septiembre se firmó en Cassibile el armisticio con los Aliados, que lo hicieron público el 8 de septiembre, en contra de lo planeado por el gobierno de Badoglio.
De hecho, el anuncio del armisticio el 8 de septiembre atrapó al rey en Roma, habiendo convocado a Badoglio, al ministro Guariglia, a los generales Ambrosio, Roatta, Carboni, Sandalli y Zanussi, al almirante de Courten y a Acquarone y a Puntoni, sus ayudantes de campo. En la reunión Carboni y De Courten propusieron negar el armisticio y, en consecuencia, el trabajo de Badoglio y continuar la guerra junto a los alemanes. La propuesta, apoyada inicialmente por la mayoría de los reunidos allí, fue considerada por Acquarone como poco realista, y fue rechazada por Víctor Manuel. Badoglio confirmó el armisticio hecho público por los Aliados.
El ejército, sin haberle sido comunicado un plan de acción claro ante la previsible respuesta del antiguo aliado alemán, se encontró desorientado para hacer frente a las numerosas unidades alemanas que habían sido desplegadas por Italia tras la caída de Mussolini. De hecho, Badoglio pensaba que los alemanes, como a Rommel le hubiera gustado, habrían preferido retirarse de Italia, así que comunicó a las tropas italianas que no tomaran la iniciativa y atacaran a los alemanes, que simplemente se limitaran a responder.

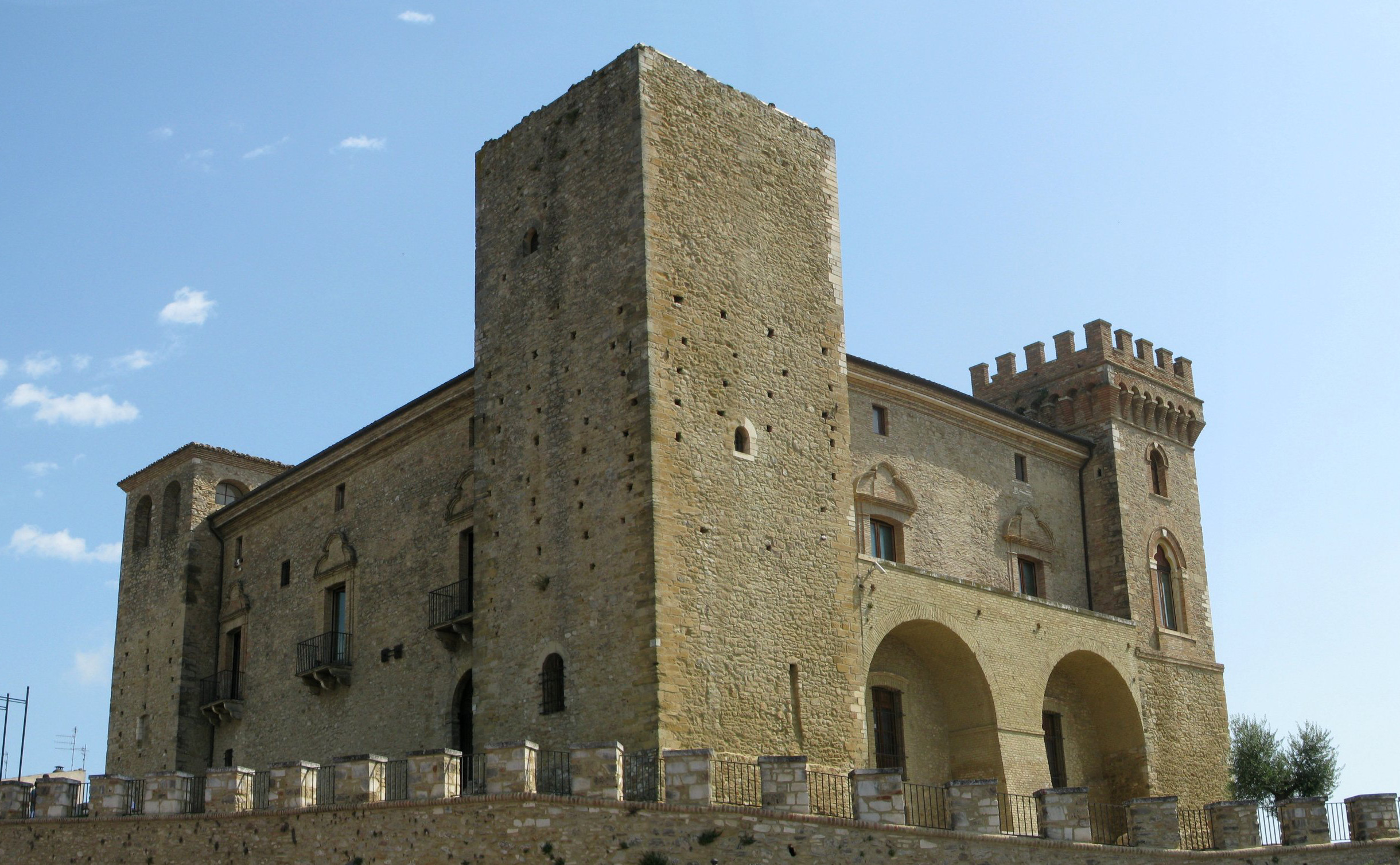
Castillo ducal de Crecchio (Provincia de Chieti), en la que Víctor Manuel se refugió junto a Badoglio en su camino a Brindisi.

En la noche del 8 al 9 de septiembre, el rey, convencido por Badoglio de la necesidad de no caer en manos alemanas, se trasladó de Roma a Brindisi, una ciudad libre del control alemán y no ocupada por los angloamericanos, llegando en la mañana del 9 de septiembre a Crecchio, en los Abruzos, a pocos kilómetros de Ortona, alojándose en el castillo ducal de Crecchio, de la familia de los duques de Bovino. El Estado Mayor se retiró a Chieti, a unos treinta kilómetros de Crecchio, en el palacio Mezzanotte. Después de un día en el castillo, disfrutando de todos los favores disponibles para su persona, Víctor Manuel continuó su huida embarcándose en Ortona en la corbeta "Baionetta". Para la defensa de Roma, declarada ciudad abierta, el rey dejó a su yerno, el general Giorgio Carlo Calvi de Bergolo, comandante del Cuerpo de Ejército de la ciudad. Sin embargo, el mariscal Badoglio, que probablemente todavía creía que podía llegar a un acuerdo con Alemania, no dio la orden de aplicar el plan militar ("Memoria 44") elaborado por el Alto Mando para hacer frente a un posible cambio en el frente. Le siguieron duras represalias alemanas contra el ejército italiano. La más conocida fue la masacre de Cefalonia.

Escudo de la República Social Italiana.

El 12 de septiembre de 1943, los alemanes liberaron a Mussolini durante una operación militar. Mussolini el 25 de septiembre proclamó el nacimiento de la República Social Italiana en Saló, dividiendo Italia en dos partes. Esta situación terminó el 25 de abril de 1945, cuando una ofensiva aliada y el Regio Esercito, reconstituido junto con la insurrección general proclamada por el CLN llevaron a las tropas del Eje a rendirse.

### Reino del Sur
La huida del rey y de los jefes militares a Brindisi dejó a todo el ejército italiano dislocado y todos los frentes de guerra en completo desorden, permitiendo al ejército alemán llevar a cabo la Operación Achse sin práctica resistencia y sancionando la derrota más grave del ejército italiano que en el espacio de 10 días sufrió 20.000 bajas y más de 800.000 prisioneros.
Según algunas teorías monárquicas, sin embargo, la fuga permitió la continuidad formal del estado especialmente a los ojos de los Aliados.
De esta manera, los Aliados vieron garantizada la validez del armisticio, mientras que la presencia de un gobierno legítimo hizo que Italia no tuviera que sufrir un duro régimen de ocupación, al menos en las zonas del sur. En Brindisi, se estableció la sede del gobierno: asegurando el reconocimiento angloamericano, Víctor Manuel declaró formalmente la guerra al Tercer Reich el 13 de octubre y los Aliados concedieron a Italia el estatus de "nación cobeligeratente". 

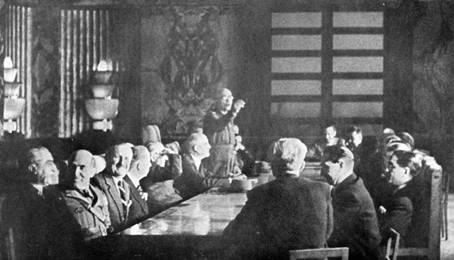
Establecimiento del segundo gobierno de Badoglio en Salerno, en abril de 1944.

Mientras tanto, el ejército se reorganizó: el rey tuvo que enfrentarse a los partidos políticos reconstituidos, entonces todavía con comités de notables, especialmente los reunidos en el CLN de Roma presidido por Ivanoe Bonomi. Incluso aquellos que permanecieron leales a la Corona, incluyendo a Benedetto Croce, en un ardiente discurso ante el Congreso de Bari, se plantearon llamamientos para la abdicación del rey. 
Pero Víctor Manuel no cedió ni siquiera a la fuerte presión ejercida por los angloamericanos, con la intención de defender el principio monárquico y dinástico que representaba y, al mismo tiempo, tratar de reafirmar al menos formalmente la independencia del Estado de la interferencia externa. Aunque cabe señalar que varias cláusulas del llamado "armistizio lungo", de carácter esencialmente político, se convirtieron en una hipoteca muy pesada para la independencia del Estado frente a las Naciones Unidas, que le había obligado a rendirse incondicionalmente.

### Lugartenencia del príncipe y abdicación
El 12 de abril de 1944, el rey transmitió un mensaje por radio su decisión de nombrar a su hijo Humberto como lugarteniente para liberar la capital. La solución de la Lugartenencia, institución a la que la Casa de Saboya ya había recurrido varias veces en el pasado, fue defendida por el monárquico Enrico De Nicola en una reunión con el jefe de Estado. El 5 de junio de 1944, confió al príncipe Humberto la lugartenencia del Reino, pero no abdicó.

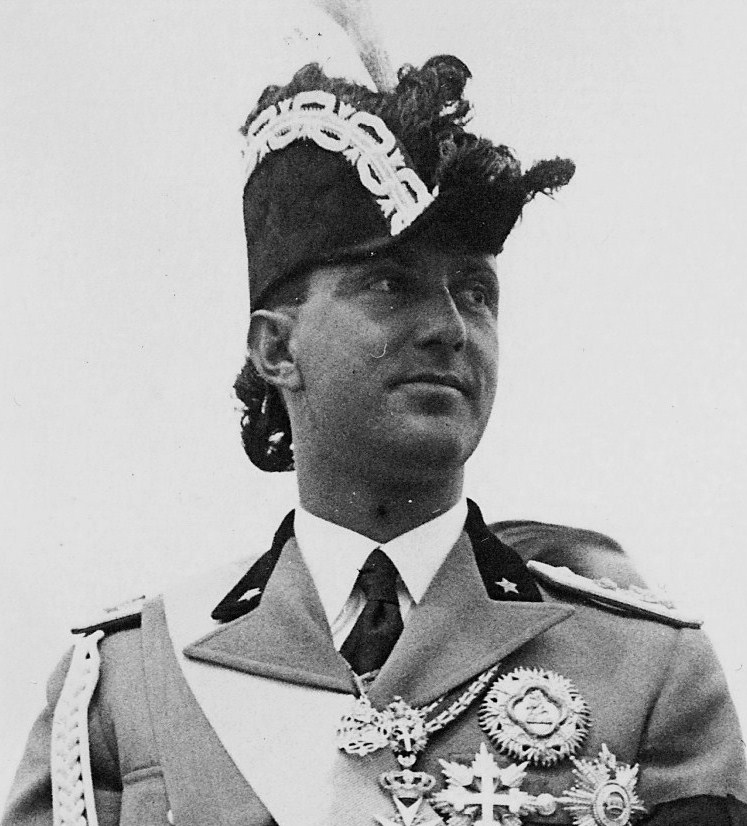
Humberto II de Italia como lugarteniente general.

A principios de 1944, Benedetto Croce dijo: "Mientras la persona del actual rey permanezca a cargo del estado, sentiremos que el fascismo no ha terminado, que está atascado entre nosotros, que continúa corroído y debilitado, que volverá a emerger más o menos camuflado". En 1945, Arturo Toscanini dijo en Time: "Estoy orgulloso de regresar como ciudadano de una Italia libre, pero no como súbdito de un rey degenerado y del príncipe de la casa de Saboya".
El 5 de junio de 1944 es la fecha que marca el traspaso de poderes del rey a su hijo Humberto, quien así ejerció las prerrogativas del monarca, pero no poseía la dignidad del rey, que seguía siéndolo Víctor Manuel, que permaneció en Salerno.
Aun así, siendo consciente del rechazo que provocaba entre la población italiana, Víctor Manuel III trató de salvaguardar la continuidad de la Casa de Saboya abdicando, el 9 de mayo de 1946, a favor de su hijo y heredero Humberto II. Pese a ello, el desprestigio de Víctor Manuel en sus últimos años provocó que, en el referéndum celebrado el 2 de junio de 1946, los italianos optaran mayoritariamente por la República. Esa misma noche se embarcó en el Duca degli Abruzzi hacia Egipto, partiendo hacia el exilio.

### Exilio y muerte
Víctor Manuel III se retiró al exilio con su esposa, antes del referéndum, a Alejandría, bajo el título de "Conde de Pollenzo".

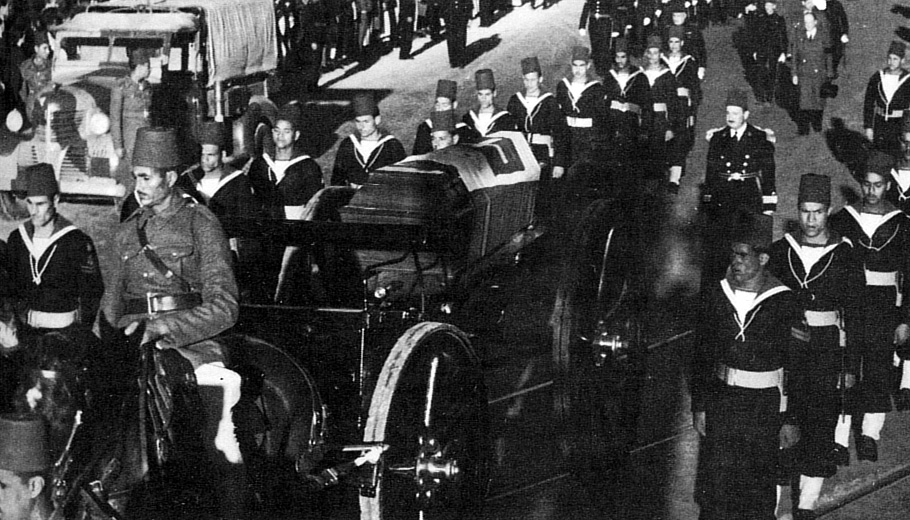
Funerales de Víctor Manuel III en Alejandría.

Murió allí el 28 de diciembre de 1947, al día siguiente de la firma de la Constitución de la República Italiana que, con la disposición final 13, vería al Estado confiscar los activos en Italia de los antiguos reyes de la Casa de Saboya y sus consortes. La muerte de Víctor Manuel III en una casa de campo egipcia se debió -como los médicos han determinado- a una congestión pulmonar degenerada en trombosis. El antiguo rey había estado sufriéndola desde hace cinco días cuando, el día 28, murió a las 14:20.

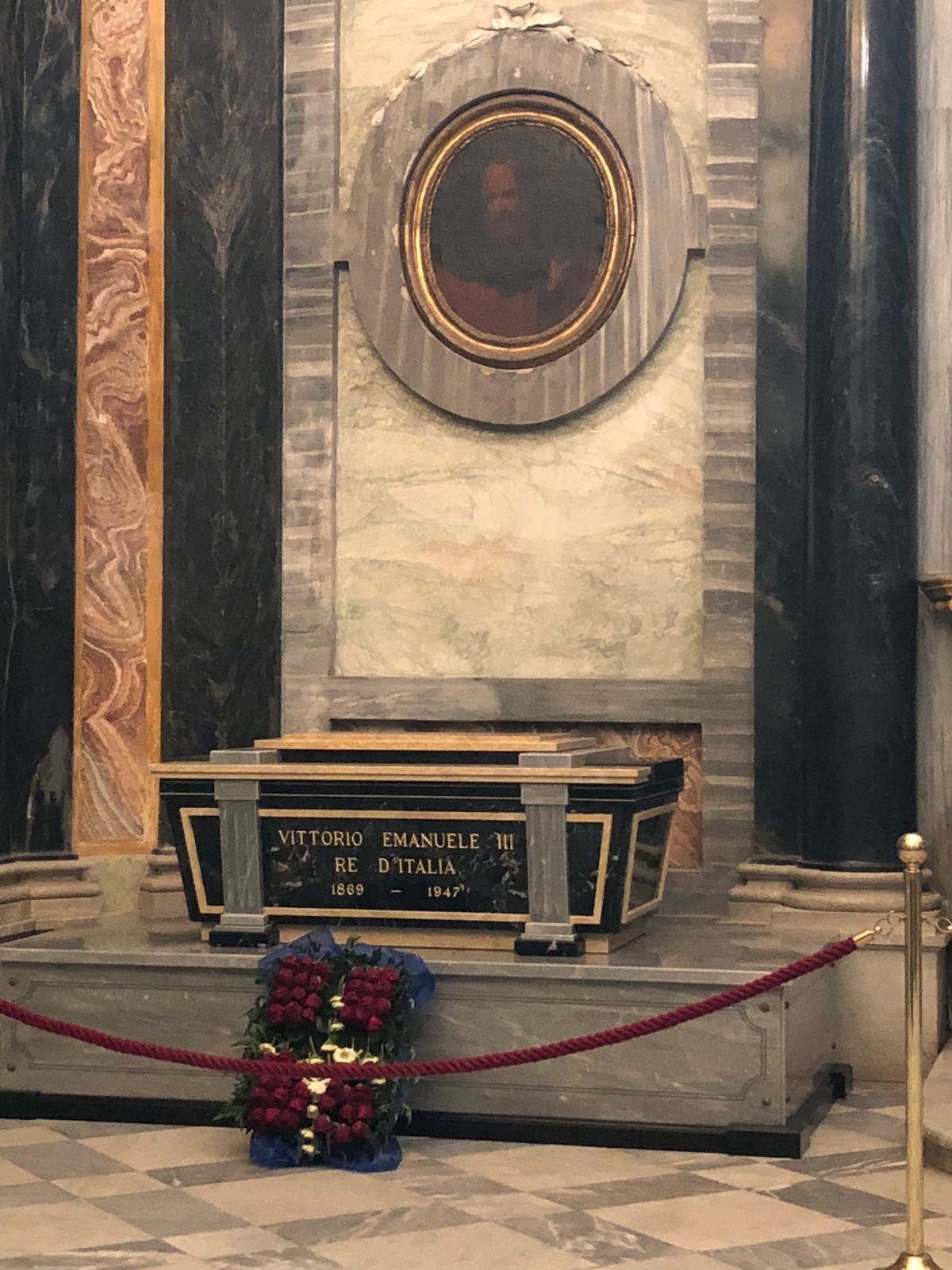
Tumba de Víctor Manuel III en el santuario de Vicoforte.

Las últimas palabras del exrey fueron: "¿Cuánto durará? Tendría algunas cosas importantes que hacer", le dijo al médico cuando corrió a su cama después de la parálisis. Unos días antes, precisamente el día 23, Víctor Manuel III había dicho: "Vivimos en un hermoso y puerco mundo". Estas palabras hacían referencia al hecho de que Víctor Manuel se había dado cuenta de que en la correspondencia que llegaba de Italia para Navidad brillan por su ausencia las misivas de algunas personalidades que él consideraba fieles a su persona.

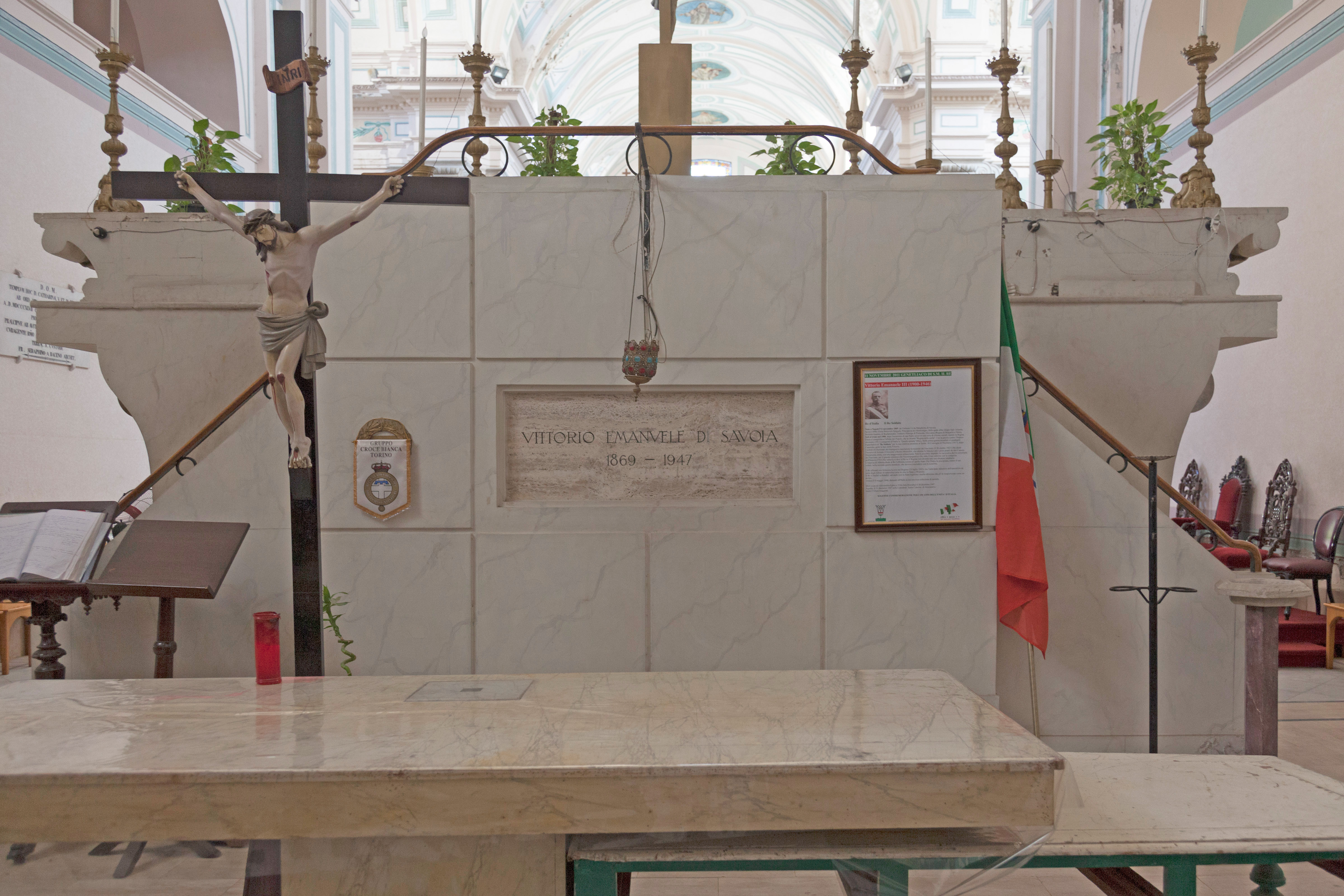
Tumba de Víctor Manuel en la Catedral de Santa Catalina, en Alejandría.

El rey Faruq de Egipto ordenó que el difunto tuviera funerales militares (con el ataúd colocado en el carro de un cañón y escoltado por una representación adecuada de las Fuerzas Armadas de Egipto). El cuerpo de Víctor Manuel III -aclamado durante el funeral por 101 disparos- fue enterrado en la catedral católica latina de Alejandría. Por el propio deseo del finado no se pusieron flores en la tumba; de hecho, a aquellos que querían honrar su memoria, se les aconsejó seguir la sugerencia de la reina Elena y beneficiar a la comunidad italiana en Alejandría.
El 17 de diciembre de 2017, casi coincidiendo con el 70.º aniversario de su muerte, el cuerpo de Víctor Manuel III fue repatriado a bordo de un avión de la Fuerza Aérea Italiana y enterrado en la capilla de San Bernardo del Santuario de Vicoforte, junto a su esposa Elena, cuyos restos habían sido trasladados desde Montpellier dos días antes.

## Familia
En 1896 contrajo matrimonio con la princesa Jelena Petrović-Njegoš (1873-1953), hija del rey Nicolás I de Montenegro. El matrimonio tuvo cinco hijos:
1. Yolanda de Saboya (1901-1986), casada con Giorgio Carlo Calvi, conde de Bergolo (1887-1977).
2. Mafalda de Saboya (1902-1944), casada con Felipe de Hesse-Kassel (1896-1980), príncipe y landgrave de Hesse-Kassel. Mafalda murió en el campo de concentración nazi de Buchenwald, debido a un bombardeo.
3. Humberto de Saboya (1904-1983), último rey de Italia, casado y luego separado de la princesa María José de Bélgica.
4. Juana de Saboya (1907-2000), zarina de Bulgaria, casada con el zar Boris III de Bulgaria.
5. María de Saboya (1914-2001), casada con el príncipe Luis Carlos de Borbón de Parma (1899-1967).

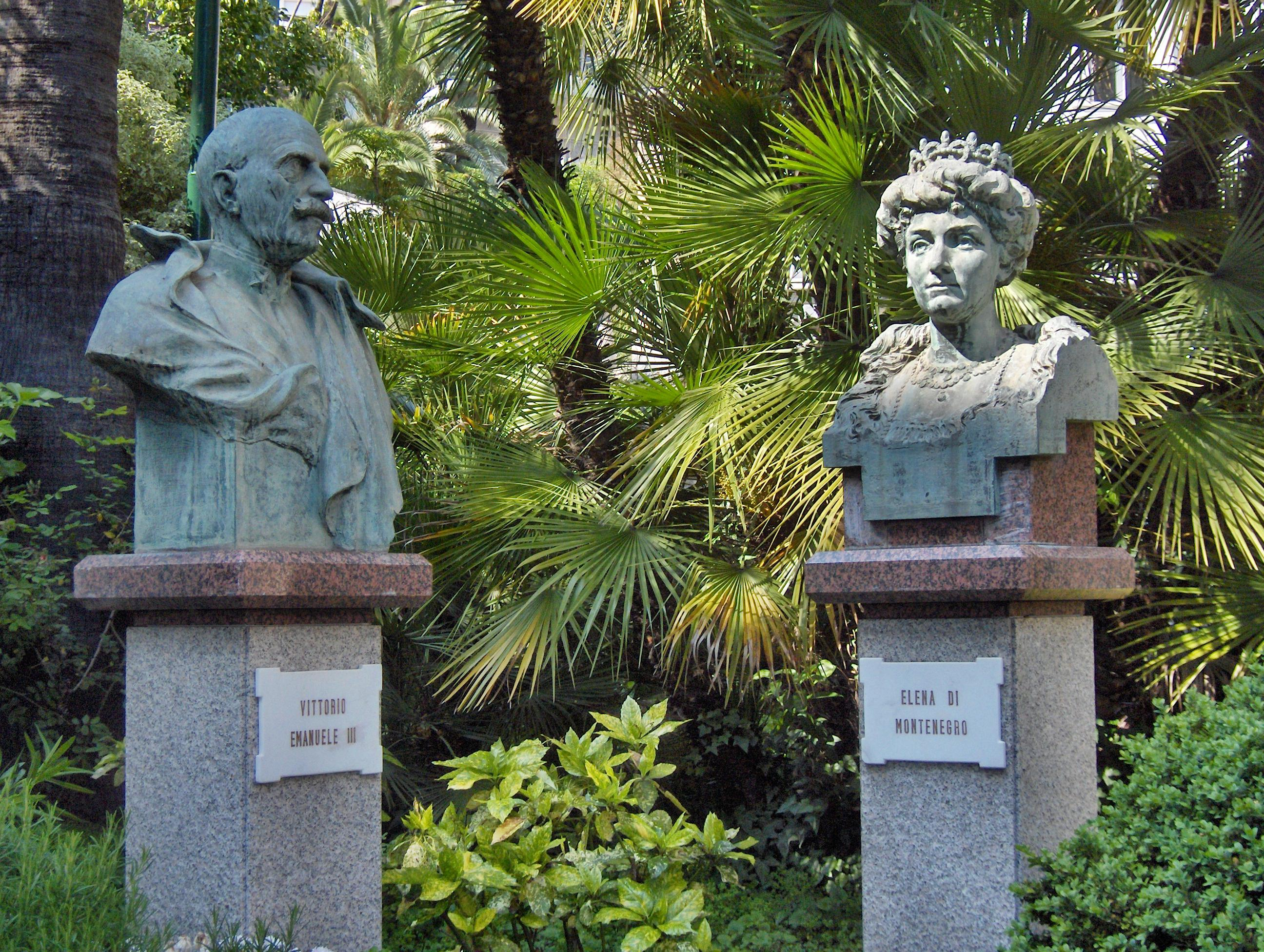
Busto de Víctor Manuel III y Elena en el patio de la iglesia ortodoxa rusa de San Remo

## Epítetos

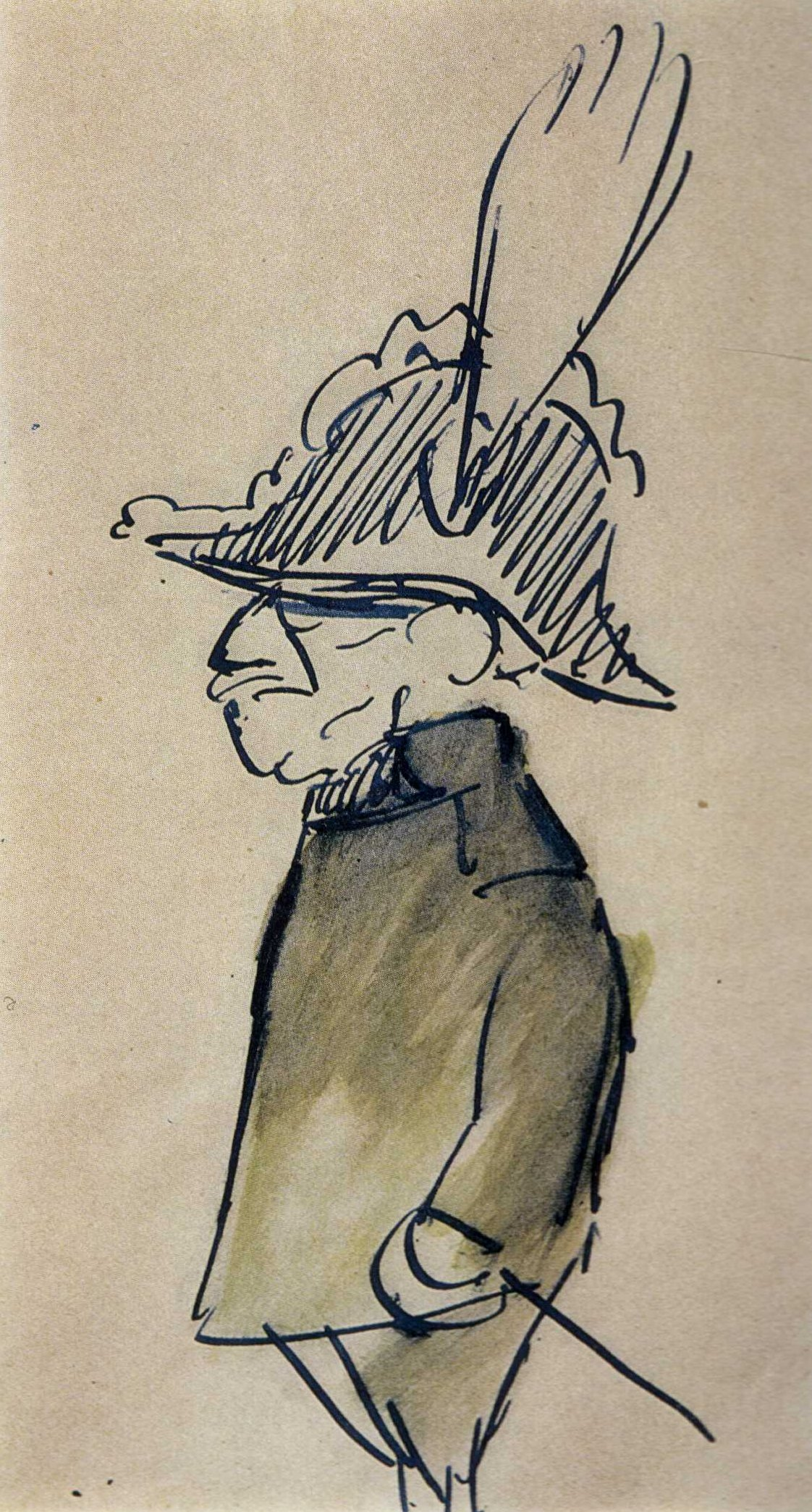
El rey Sciaboletta en una caricatura de la época

En su largo reinado, Víctor Manuel III recibió muchos nombres de la prensa, de hombres eminentes de la cultura o de políticos, dependiendo de si mantenían una actuación promonárquica o antagonista. Algunos han pasado a la historia. Los epítetos propagandísticos están relacionados con la Gran Guerra, por su asidua presencia en el frente, y su "alto liderazgo" en las operaciones de guerra que llevaron al Reino a la victoria sobre el tradicional enemigo de la Unidad Italiana: "Rey Soldado", "Rey de Peschiera", "Rey de la Victoria", o simplemente "Rey Victorioso".
Como reflejo de su política de paz y protección social, fue retratado como el "Rey Socialista", y, del mismo modo, por su apoyo a Giolitti, fue conocido como el "rey burgués".
Después del armisticio del 8 de septiembre, también fue llamado por los fascistas como el "Rey Felón", un nombre que permaneció en una parte de la prensa.
Algunas de sus características físicas fueron el origen de otros apodos ideados por antimonárquicos. El rey fue apodado "Sciaboletta", que significa "pequeño sable", debido a su baja estatura (1,53 m), y por lo que había que forjársele un sable particularmente corto, para evitar que lo arrastrara por el suelo. Siempre refiriéndose a su estatura, fue llamado "Rey Tappo". Mussolini lo llamó el "Rey Bloqueador".
Del mismo modo, el duque Amadeo de Aosta, refiriéndose a Víctor Manuel y a la reina Elena (de origen montenegrino), los llamó "Curtatone y Montanara", ganándose su destitución de la corte y una misión a África.

## Títulos y tratamientos
Esta tabla aún no está actualizada. Puedes contribuir aportando información sobre títulos y tratamientos de esta persona.

## Honores
- El 16 de enero de 1911 el rey Víctor Manuel III de Italia fue nombrado coronel honorario del regimiento de infantería de Saboya n.º 6, por disposición del Ministro de Guerra de España don Ángel Aznar y Butigieg.

## En la ficción
En el año 2006, se realizó en Italia un telefilme sobre la vida de la princesa Mafalda de Saboya, titulado Mafalda de Saboya. El coraje de una princesa. El papel del rey estuvo interpretado por el actor Carlo Dogliani.

## Ancestros
| \| \| \| \| \| \| \| \| \| \| \| \| \| \| \| \| \| \| \| \| 16. Carlos Manuel de Saboya, VI Príncipe de Carignano \| \| \| \| \| \| \| \| \| \| \| \| \| \| \| \| \| \| \| \| \| \| \| \| \| \| \| \| \| \| \| \| \| \| \| \| \| \| \| \| \| \| \| \| \| \| \| \| \| \| \| \| \| \| 8. Rey Carlos Alberto de Cerdeña \| \| \| \| \| \| \| \| \| \| \| \| \| \| \| \| \| \| \| \| \| \| \| \| \| \| \| \| \| \| \| \| \| \| \| \| \| \| \| \| \| \| \| \| \| \| \| \| \| \| \| \| \| \| 17. Princesa María Cristina de Sajonia \| \| \| \| \| \| \| \| \| \| \| \| \| \| \| \| \| \| \| \| \| \| \| \| \| \| \| \| \| \| \| \| \| \| \| \| \| \| \| \| \| \| \| \| \| \| \| \| \| \| \| \| \| \| 4. Rey Víctor Manuel II de Italia \| \| \| \| \| \| \| \| \| \| \| \| \| \| \| \| \| \| \| \| \| \| \| \| \| \| \| \| \| \| \| \| \| \| \| \| \| \| \| \| \| \| \| \| \| \| \| \| \| \| \| \| \| \| 18. Gran Duque Fernando III de Toscana \| \| \| \| \| \| \| \| \| \| \| \| \| \| \| \| \| \| \| \| \| \| \| \| \| \| \| \| \| \| \| \| \| \| \| \| \| \| \| \| \| \| \| \| \| \| \| \| \| \| \| \| \| \| 9. María Teresa de Austria, Princesa de Toscana \| \| \| \| \| \| \| \| \| \| \| \| \| \| \| \| \| \| \| \| \| \| \| \| \| \| \| \| \| \| \| \| \| \| \| \| \| \| \| \| \| \| \| \| \| \| \| \| \| \| \| \| \| \| 19. Princesa Luisa de Dos Sicilias \| \| \| \| \| \| \| \| \| \| \| \| \| \| \| \| \| \| \| \| \| \| \| \| \| \| \| \| \| \| \| \| \| \| \| \| \| \| \| \| \| \| \| \| \| \| \| \| \| \| \| \| \| \| 2. Rey Humberto I de Italia \| \| \| \| \| \| \| \| \| \| \| \| \| \| \| \| \| \| \| \| \| \| \| \| \| \| \| \| \| \| \| \| \| \| \| \| \| \| \| \| \| \| \| \| \| \| \| \| \| \| \| \| \| \| 20. Emperador Leopoldo II del Sacro Imperio Romano Germánico \| \| \| \| \| \| \| \| \| \| \| \| \| \| \| \| \| \| \| \| \| \| \| \| \| \| \| \| \| \| \| \| \| \| \| \| \| \| \| \| \| \| \| \| \| \| \| \| \| \| \| \| \| \| 10. Archiduque Raniero José de Austria \| \| \| \| \| \| \| \| \| \| \| \| \| \| \| \| \| \| \| \| \| \| \| \| \| \| \| \| \| \| \| \| \| \| \| \| \| \| \| \| \| \| \| \| \| \| \| \| \| \| \| \| \| \| 21. Infanta María Luisa de Borbón \| \| \| \| \| \| \| \| \| \| \| \| \| \| \| \| \| \| \| \| \| \| \| \| \| \| \| \| \| \| \| \| \| \| \| \| \| \| \| \| \| \| \| \| \| \| \| \| \| \| \| \| \| \| 5. Archiduquesa María Adelaida de Austria \| \| \| \| \| \| \| \| \| \| \| \| \| \| \| \| \| \| \| \| \| \| \| \| \| \| \| \| \| \| \| \| \| \| \| \| \| \| \| \| \| \| \| \| \| \| \| \| \| \| \| \| \| \| 22. Carlos Manuel de Saboya, VI Príncipe de Carignano (= 16) \| \| \| \| \| \| \| \| \| \| \| \| \| \| \| \| \| \| \| \| \| \| \| \| \| \| \| \| \| \| \| \| \| \| \| \| \| \| \| \| \| \| \| \| \| \| \| \| \| \| \| \| \| \| 11. Princesa María Isabel de Saboya \| \| \| \| \| \| \| \| \| \| \| \| \| \| \| \| \| \| \| \| \| \| \| \| \| \| \| \| \| \| \| \| \| \| \| \| \| \| \| \| \| \| \| \| \| \| \| \| \| \| \| \| \| \| 23. Princesa María Cristina de Sajonia (= 17) \| \| \| \| \| \| \| \| \| \| \| \| \| \| \| \| \| \| \| \| \| \| \| \| \| \| \| \| \| \| \| \| \| \| \| \| \| \| \| \| \| \| \| \| \| \| \| \| \| \| \| \| \| \| 1. Víctor Manuel III de Italia \| \| \| \| \| \| \| \| \| \| \| \| \| \| \| \| \| \| \| \| \| \| \| \| \| \| \| \| \| \| \| \| \| \| \| \| \| \| \| \| \| \| \| \| \| \| \| \| \| \| \| \| \| \| 24. Carlos Manuel de Saboya, VI Príncipe de Carignano (= 16) \| \| \| \| \| \| \| \| \| \| \| \| \| \| \| \| \| \| \| \| \| \| \| \| \| \| \| \| \| \| \| \| \| \| \| \| \| \| \| \| \| \| \| \| \| \| \| \| \| \| \| \| \| \| 12. Rey Carlos Alberto de Cerdeña (= 8) \| \| \| \| \| \| \| \| \| \| \| \| \| \| \| \| \| \| \| \| \| \| \| \| \| \| \| \| \| \| \| \| \| \| \| \| \| \| \| \| \| \| \| \| \| \| \| \| \| \| \| \| \| \| 25. Princesa María Cristina de Sajonia (= 17) \| \| \| \| \| \| \| \| \| \| \| \| \| \| \| \| \| \| \| \| \| \| \| \| \| \| \| \| \| \| \| \| \| \| \| \| \| \| \| \| \| \| \| \| \| \| \| \| \| \| \| \| \| \| 6. Príncipe Fernando, I Duque de Génova \| \| \| \| \| \| \| \| \| \| \| \| \| \| \| \| \| \| \| \| \| \| \| \| \| \| \| \| \| \| \| \| \| \| \| \| \| \| \| \| \| \| \| \| \| \| \| \| \| \| \| \| \| \| 26. Gran Duque Fernando III de Toscana (= 18) \| \| \| \| \| \| \| \| \| \| \| \| \| \| \| \| \| \| \| \| \| \| \| \| \| \| \| \| \| \| \| \| \| \| \| \| \| \| \| \| \| \| \| \| \| \| \| \| \| \| \| \| \| \| 13. María Teresa de Austria, Princesa de Toscana (= 9) \| \| \| \| \| \| \| \| \| \| \| \| \| \| \| \| \| \| \| \| \| \| \| \| \| \| \| \| \| \| \| \| \| \| \| \| \| \| \| \| \| \| \| \| \| \| \| \| \| \| \| \| \| \| 27. Princesa Luisa María de Dos Sicilias (= 19) \| \| \| \| \| \| \| \| \| \| \| \| \| \| \| \| \| \| \| \| \| \| \| \| \| \| \| \| \| \| \| \| \| \| \| \| \| \| \| \| \| \| \| \| \| \| \| \| \| \| \| \| \| \| 3. Princesa Margarita Teresa de Saboya \| \| \| \| \| \| \| \| \| \| \| \| \| \| \| \| \| \| \| \| \| \| \| \| \| \| \| \| \| \| \| \| \| \| \| \| \| \| \| \| \| \| \| \| \| \| \| \| \| \| \| \| \| \| 28. Maximiliano María, Príncipe Heredero de Sajonia \| \| \| \| \| \| \| \| \| \| \| \| \| \| \| \| \| \| \| \| \| \| \| \| \| \| \| \| \| \| \| \| \| \| \| \| \| \| \| \| \| \| \| \| \| \| \| \| \| \| \| \| \| \| 14. Rey Juan I de Sajonia \| \| \| \| \| \| \| \| \| \| \| \| \| \| \| \| \| \| \| \| \| \| \| \| \| \| \| \| \| \| \| \| \| \| \| \| \| \| \| \| \| \| \| \| \| \| \| \| \| \| \| \| \| \| 29. Princesa Carolina de Parma \| \| \| \| \| \| \| \| \| \| \| \| \| \| \| \| \| \| \| \| \| \| \| \| \| \| \| \| \| \| \| \| \| \| \| \| \| \| \| \| \| \| \| \| \| \| \| \| \| \| \| \| \| \| 7. Princesa María Isabel de Sajonia \| \| \| \| \| \| \| \| \| \| \| \| \| \| \| \| \| \| \| \| \| \| \| \| \| \| \| \| \| \| \| \| \| \| \| \| \| \| \| \| \| \| \| \| \| \| \| \| \| \| \| \| \| \| 30. Rey Maximiliano I de Baviera \| \| \| \| \| \| \| \| \| \| \| \| \| \| \| \| \| \| \| \| \| \| \| \| \| \| \| \| \| \| \| \| \| \| \| \| \| \| \| \| \| \| \| \| \| \| \| \| \| \| \| \| \| \| 15. Princesa Amalia Augusta de Baviera \| \| \| \| \| \| \| \| \| \| \| \| \| \| \| \| \| \| \| \| \| \| \| \| \| \| \| \| \| \| \| \| \| \| \| \| \| \| \| \| \| \| \| \| \| \| \| \| \| \| \| \| \| \| 31. Princesa Carolina Guillermina de Baden \| \| \| \| \| \| \| \| \| \| \| \| \| \| \| \| \| \| \| \| \| \| \| \| \| \| \| \| \| \| \| \| \| \| \| \| \| \| \| \| \| \| \| \| \| \| \| \| \| \| \| \| |                                                              |  |  |  |  |  |  |  |  |  |  |  |  |  |  |  |
| |                                                              |  |  |  |  |  |  |  |  |  |  |  |  |  |  |  |
| | 16. Carlos Manuel de Saboya, VI Príncipe de Carignano        |  |  |  |  |  |  |  |  |  |  |  |  |  |  |  |
| |                                                              |  |  |  |  |  |  |  |  |  |  |  |  |  |  |  |
| |                                                              |  |  |  |  |  |  |  |  |  |  |  |  |  |  |  |
| | 8. Rey Carlos Alberto de Cerdeña                             |  |  |  |  |  |  |  |  |  |  |  |  |  |  |  |
| |                                                              |  |  |  |  |  |  |  |  |  |  |  |  |  |  |  |
| |                                                              |  |  |  |  |  |  |  |  |  |  |  |  |  |  |  |
| | 17. Princesa María Cristina de Sajonia                       |  |  |  |  |  |  |  |  |  |  |  |  |  |  |  |
| |                                                              |  |  |  |  |  |  |  |  |  |  |  |  |  |  |  |
| |                                                              |  |  |  |  |  |  |  |  |  |  |  |  |  |  |  |
| | 4. Rey Víctor Manuel II de Italia                            |  |  |  |  |  |  |  |  |  |  |  |  |  |  |  |
| |                                                              |  |  |  |  |  |  |  |  |  |  |  |  |  |  |  |
| |                                                              |  |  |  |  |  |  |  |  |  |  |  |  |  |  |  |
| | 18. Gran Duque Fernando III de Toscana                       |  |  |  |  |  |  |  |  |  |  |  |  |  |  |  |
| |                                                              |  |  |  |  |  |  |  |  |  |  |  |  |  |  |  |
| |                                                              |  |  |  |  |  |  |  |  |  |  |  |  |  |  |  |
| | 9. María Teresa de Austria, Princesa de Toscana              |  |  |  |  |  |  |  |  |  |  |  |  |  |  |  |
| |                                                              |  |  |  |  |  |  |  |  |  |  |  |  |  |  |  |
| |                                                              |  |  |  |  |  |  |  |  |  |  |  |  |  |  |  |
| | 19. Princesa Luisa de Dos Sicilias                           |  |  |  |  |  |  |  |  |  |  |  |  |  |  |  |
| |                                                              |  |  |  |  |  |  |  |  |  |  |  |  |  |  |  |
| |                                                              |  |  |  |  |  |  |  |  |  |  |  |  |  |  |  |
| | 2. Rey Humberto I de Italia                                  |  |  |  |  |  |  |  |  |  |  |  |  |  |  |  |
| |                                                              |  |  |  |  |  |  |  |  |  |  |  |  |  |  |  |
| |                                                              |  |  |  |  |  |  |  |  |  |  |  |  |  |  |  |
| | 20. Emperador Leopoldo II del Sacro Imperio Romano Germánico |  |  |  |  |  |  |  |  |  |  |  |  |  |  |  |
| |                                                              |  |  |  |  |  |  |  |  |  |  |  |  |  |  |  |
| |                                                              |  |  |  |  |  |  |  |  |  |  |  |  |  |  |  |
| | 10. Archiduque Raniero José de Austria                       |  |  |  |  |  |  |  |  |  |  |  |  |  |  |  |
| |                                                              |  |  |  |  |  |  |  |  |  |  |  |  |  |  |  |
| |                                                              |  |  |  |  |  |  |  |  |  |  |  |  |  |  |  |
| | 21. Infanta María Luisa de Borbón                            |  |  |  |  |  |  |  |  |  |  |  |  |  |  |  |
| |                                                              |  |  |  |  |  |  |  |  |  |  |  |  |  |  |  |
| |                                                              |  |  |  |  |  |  |  |  |  |  |  |  |  |  |  |
| | 5. Archiduquesa María Adelaida de Austria                    |  |  |  |  |  |  |  |  |  |  |  |  |  |  |  |
| |                                                              |  |  |  |  |  |  |  |  |  |  |  |  |  |  |  |
| |                                                              |  |  |  |  |  |  |  |  |  |  |  |  |  |  |  |
| | 22. Carlos Manuel de Saboya, VI Príncipe de Carignano (= 16) |  |  |  |  |  |  |  |  |  |  |  |  |  |  |  |
| |                                                              |  |  |  |  |  |  |  |  |  |  |  |  |  |  |  |
| |                                                              |  |  |  |  |  |  |  |  |  |  |  |  |  |  |  |
| | 11. Princesa María Isabel de Saboya                          |  |  |  |  |  |  |  |  |  |  |  |  |  |  |  |
| |                                                              |  |  |  |  |  |  |  |  |  |  |  |  |  |  |  |
| |                                                              |  |  |  |  |  |  |  |  |  |  |  |  |  |  |  |
| | 23. Princesa María Cristina de Sajonia (= 17)                |  |  |  |  |  |  |  |  |  |  |  |  |  |  |  |
| |                                                              |  |  |  |  |  |  |  |  |  |  |  |  |  |  |  |
| |                                                              |  |  |  |  |  |  |  |  |  |  |  |  |  |  |  |
| | 1. Víctor Manuel III de Italia                               |  |  |  |  |  |  |  |  |  |  |  |  |  |  |  |
| |                                                              |  |  |  |  |  |  |  |  |  |  |  |  |  |  |  |
| |                                                              |  |  |  |  |  |  |  |  |  |  |  |  |  |  |  |
| | 24. Carlos Manuel de Saboya, VI Príncipe de Carignano (= 16) |  |  |  |  |  |  |  |  |  |  |  |  |  |  |  |
| |                                                              |  |  |  |  |  |  |  |  |  |  |  |  |  |  |  |
| |                                                              |  |  |  |  |  |  |  |  |  |  |  |  |  |  |  |
| | 12. Rey Carlos Alberto de Cerdeña (= 8)                      |  |  |  |  |  |  |  |  |  |  |  |  |  |  |  |
| |                                                              |  |  |  |  |  |  |  |  |  |  |  |  |  |  |  |
| |                                                              |  |  |  |  |  |  |  |  |  |  |  |  |  |  |  |
| | 25. Princesa María Cristina de Sajonia (= 17)                |  |  |  |  |  |  |  |  |  |  |  |  |  |  |  |
| |                                                              |  |  |  |  |  |  |  |  |  |  |  |  |  |  |  |
| |                                                              |  |  |  |  |  |  |  |  |  |  |  |  |  |  |  |
| | 6. Príncipe Fernando, I Duque de Génova                      |  |  |  |  |  |  |  |  |  |  |  |  |  |  |  |
| |                                                              |  |  |  |  |  |  |  |  |  |  |  |  |  |  |  |
| |                                                              |  |  |  |  |  |  |  |  |  |  |  |  |  |  |  |
| | 26. Gran Duque Fernando III de Toscana (= 18)                |  |  |  |  |  |  |  |  |  |  |  |  |  |  |  |
| |                                                              |  |  |  |  |  |  |  |  |  |  |  |  |  |  |  |
| |                                                              |  |  |  |  |  |  |  |  |  |  |  |  |  |  |  |
| | 13. María Teresa de Austria, Princesa de Toscana (= 9)       |  |  |  |  |  |  |  |  |  |  |  |  |  |  |  |
| |                                                              |  |  |  |  |  |  |  |  |  |  |  |  |  |  |  |
| |                                                              |  |  |  |  |  |  |  |  |  |  |  |  |  |  |  |
| | 27. Princesa Luisa María de Dos Sicilias (= 19)              |  |  |  |  |  |  |  |  |  |  |  |  |  |  |  |
| |                                                              |  |  |  |  |  |  |  |  |  |  |  |  |  |  |  |
| |                                                              |  |  |  |  |  |  |  |  |  |  |  |  |  |  |  |
| | 3. Princesa Margarita Teresa de Saboya                       |  |  |  |  |  |  |  |  |  |  |  |  |  |  |  |
| |                                                              |  |  |  |  |  |  |  |  |  |  |  |  |  |  |  |
| |                                                              |  |  |  |  |  |  |  |  |  |  |  |  |  |  |  |
| | 28. Maximiliano María, Príncipe Heredero de Sajonia          |  |  |  |  |  |  |  |  |  |  |  |  |  |  |  |
| |                                                              |  |  |  |  |  |  |  |  |  |  |  |  |  |  |  |
| |                                                              |  |  |  |  |  |  |  |  |  |  |  |  |  |  |  |
| | 14. Rey Juan I de Sajonia                                    |  |  |  |  |  |  |  |  |  |  |  |  |  |  |  |
| |                                                              |  |  |  |  |  |  |  |  |  |  |  |  |  |  |  |
| |                                                              |  |  |  |  |  |  |  |  |  |  |  |  |  |  |  |
| | 29. Princesa Carolina de Parma                               |  |  |  |  |  |  |  |  |  |  |  |  |  |  |  |
| |                                                              |  |  |  |  |  |  |  |  |  |  |  |  |  |  |  |
| |                                                              |  |  |  |  |  |  |  |  |  |  |  |  |  |  |  |
| | 7. Princesa María Isabel de Sajonia                          |  |  |  |  |  |  |  |  |  |  |  |  |  |  |  |
| |                                                              |  |  |  |  |  |  |  |  |  |  |  |  |  |  |  |
| |                                                              |  |  |  |  |  |  |  |  |  |  |  |  |  |  |  |
| | 30. Rey Maximiliano I de Baviera                             |  |  |  |  |  |  |  |  |  |  |  |  |  |  |  |
| |                                                              |  |  |  |  |  |  |  |  |  |  |  |  |  |  |  |
| |                                                              |  |  |  |  |  |  |  |  |  |  |  |  |  |  |  |
| | 15. Princesa Amalia Augusta de Baviera                       |  |  |  |  |  |  |  |  |  |  |  |  |  |  |  |
| |                                                              |  |  |  |  |  |  |  |  |  |  |  |  |  |  |  |
| |                                                              |  |  |  |  |  |  |  |  |  |  |  |  |  |  |  |
| | 31. Princesa Carolina Guillermina de Baden                   |  |  |  |  |  |  |  |  |  |  |  |  |  |  |  |
| |                                                              |  |  |  |  |  |  |  |  |  |  |  |  |  |  |  |
| |                                                              |  |  |  |  |  |  |  |  |  |  |  |  |  |  |  |